# プトレマイオス朝

プトレマイオス朝エジプト
Πτολεμαϊκὴ βασιλεία  (ギリシャ語)

紀元前235年頃のプトレマイオス朝の領域緑色のコイレ・シリアは後にセレウコス朝に奪われる

プトレマイオス朝（プトレマイオスちょう、古代ギリシア語: Πτολεμαῖοι、Ptolemaioi、紀元前305年 - 紀元前30年）は、グレコ・マケドニア人を中核とした古代エジプトの王朝。アレクサンドロス3世（大王）の死後、その後継者（ディアドコイ）となったラゴスの子プトレマイオス（1世）によって打ち立てられた。建国者の父親の名前からラゴス朝とも呼ばれ、セレウコス朝やアンティゴノス朝とともに、いわゆるヘレニズム国家の一つに数えられる。首都アレクサンドリアは古代地中海世界の経済、社会、文化の中心地として大きく発展し、そこに設けられたムセイオンと付属の図書館（アレクサンドリア図書館）を中心に優れた学者を多数輩出した。対外的にはシリアを巡ってセレウコス朝と、エーゲ海の島々やキュプロス島を巡ってアンティゴノス朝と長期にわたって戦いを繰り返したが、その終焉までエジプトを支配する王朝という大枠から外れることはなかった。この王朝が残したロゼッタ・ストーンは近代のエジプト語解読のきっかけを作った。
ローマが地中海で存在感を増してくると、プトレマイオス朝はその影響を大きく受け、ローマ内の政争に関与すると共に従属国的な色彩を強めていった。実質的な最後の王となったクレオパトラ7世はローマの有力政治家ユリウス・カエサルやマルクス・アントニウスと結んで生き残りを図ったが、アントニウス軍と共にオクタウィアヌスと戦ったアクティウムの海戦での敗北後、自殺に追い込まれた。プトレマイオス朝の領土はローマに接収され、帝政の開始と共に皇帝属州のアエギュプトゥスが設立された。

## 歴史

### アレクサンドロス3世とディアドコイ
マケドニア王国の王、アレクサンドロス3世（大王、在位：前336年-前323年）は、当時西アジアの大半とエジプトを支配していたハカーマニシュ朝（アケメネス朝）を征服するべく、前334年に東方遠征に出発し、その途上、前332年にはエジプトに入り、これを無血平定した。彼はファロス島の対岸、ナイルデルタ西端の地点が良港であると見て、建築家デイノクラティスに都市計画を命じたという。こうしてアレクサンドリア市の建設が始まった。この都市はその後エジプト最大の都市へと発展し、プトレマイオス朝の王都として機能するようになる。アレクサンドロス3世は同年にはエジプト西部の砂漠にあるアメン神（ゼウスと同一視された）の聖所シワ・オアシスを訪れ、「人類全体の王となれるか」と質問をし、「可」という神託を受けたと伝えられる。
アレクサンドロス3世は前331年4月にエジプトを離れてハカーマニシュ朝の残された領土の征服に向かい、生前にエジプトに戻ることはなかった。彼は前331年10月のガウガメラの戦いで勝利し、逃亡したハカーマニシュ朝の王ダーラヤワウ3世（ダレイオス3世）は部下の裏切りによって殺害された。その後、ハカーマニシュ朝の領土のほとんど全てをアレクサンドロス3世が征服したが、彼は前323年にバビロン市で病没した。残された将軍たちはアレクサンドロス3世の後継者（ディアドコイ）たるを主張して争った。一連の戦いはディアドコイ戦争と呼ばれる。当初主導権を握ったのは宰相（キリアルコス、古代ギリシア語: χιλίαρχος）のペルディッカス、有力な将軍であったクラテロス、遠征中にマケドニア本国を任されていたアンティパトロスらであった。他、メレアゲルやレオンナトス、アンティゴノス・モノフタルモス（隻眼のアンティゴノス）、そしてラゴスの子プトレマイオス（1世）らも有力な将軍の列に加わっていた。
プトレマイオスはマケドニアの貴族ラゴスとアルシノエの間の子である。母アルシノエはアレクサンドロス3世の父であるマケドニア王フィリッポス2世の妾であり、後にラゴスに下げ渡されてその妻となりプトレマイオスを産んだ。この経緯から、アルシノエは下げ渡された時点で既にフィリッポス2世の子を身ごもっており、即ちプトレマイオスはフィリッポス2世の落胤（アレクサンドロス3世の異母兄弟）であるという言い伝えが生まれた。これが事実であるかどうかはともかくも、プトレマイオスは世代・身分ともにアレクサンドロス3世に近く、その学友として育ち、友人（ヘタイロイ）として、また信頼厚い将軍として東方遠征で様々な任務に従事した人物であった。
エジプトはギリシア人であるナウクラティスのクレオメネスの管理下に置かれていたが領土の分配と管理について話し合われたバビロン会議の後、プトレマイオス1世がエジプトの実質的な支配権を掌握した。その後、ペルディッカスがアレクサンドロス3世の異母兄アリダイオスと遺児アレクサンドロス4世を管理下に置き帝国の大部分において事実上の首位権を確保したのに対し、プトレマイオスはアンティゴノス、ヘレスポントスを支配するリュシマコス、本国のアンティパトロスらと結んで対抗し、親ペルディッカスとみなしたクレオメネスを殺害した。そして自らの立場を強化するためにマケドニア本国へ輸送されるはずであったアレクサンドロス3世の遺体を奪取してエジプトに運び込み、盛大な式典と共にメンフィスに作った仮墓に埋葬した。その後遺体は、アレクサンドリアの墓所「セマ」に安置され、水晶の棺に納められたという。また、西方のギリシア人植民市キュレネも征服してリビュア方面を確保した。ペルディッカスは前321年にプトレマイオスを討つためにエジプトに出兵したがナイル川の渡河に失敗、セレウコスら部下たちに見切りをつけられ暗殺された。

### 王朝の建設

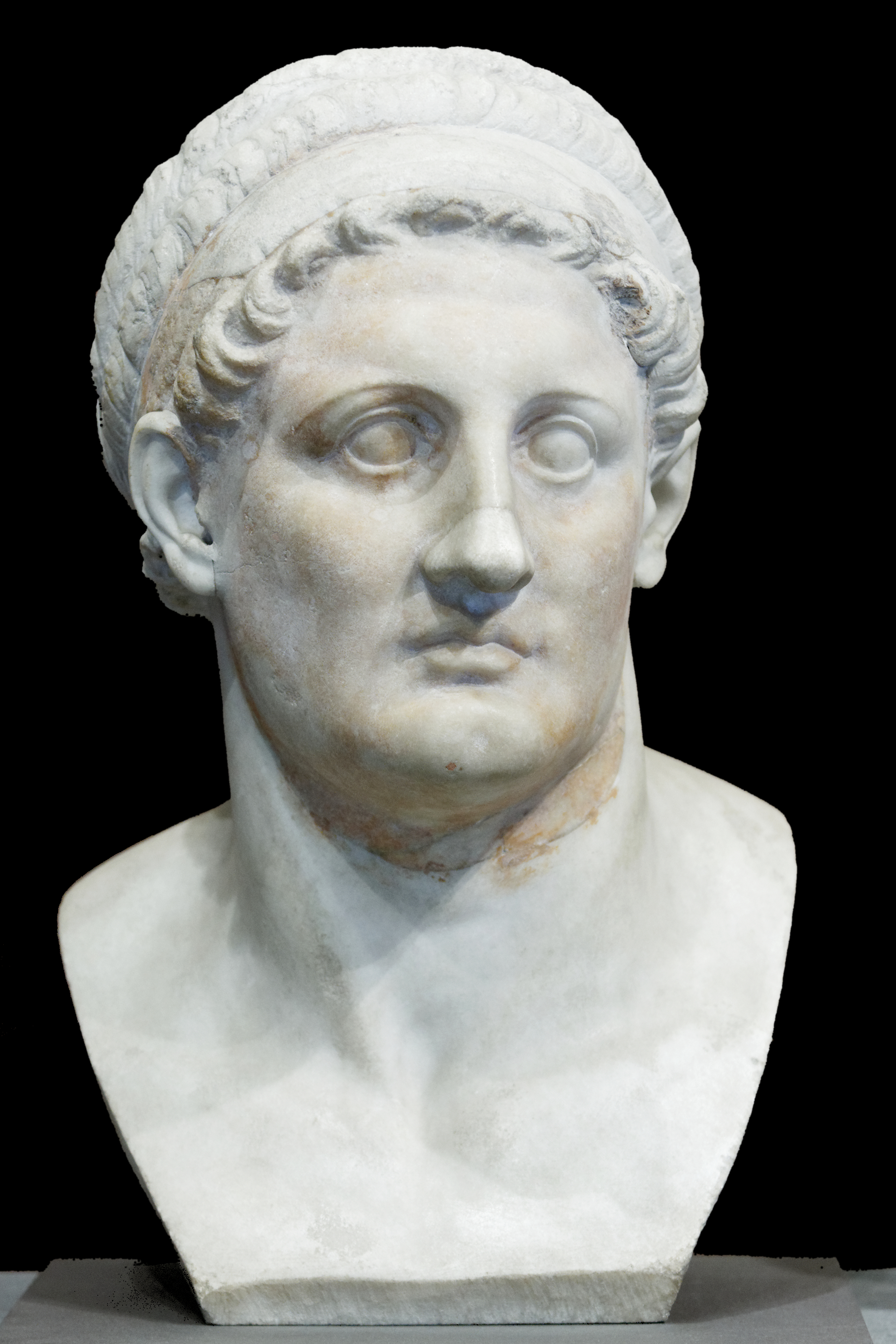
ラゴスの子プトレマイオス（1世）像。

ペルディッカスの死後、シリアのトリパラディソスで会議がもたれ、改めて各ディアドコイの領土の配分が話し合われた。この会議でもプトレマイオスはエジプトの支配権を維持した。長老格のアンティパトロスがペルディッカスに代わってアリダイオスとアレクサンドロス4世の後見を任されたが、前319年にアンティパトロスが死んだ後その地位を継承したポリュペルコンに反対して各ディアドコイたちが同盟を結び、プトレマイオスもこれに加わった。以降、アンティゴノス、カルディアのエウメネス、セレウコス、リュシマコス、アンティパトロスの子カッサンドロスと言ったディアドコイ諸侯たちとの間で同盟と対立が繰り返され、アレクサンドロス3世の帝国は次第に分割されて行くことになる。
以降の戦いで中心的役割を演じたのはアレクサンドロス帝国の大半に権威を確立したアンティゴノスとその息子デメトリオス・ポリオルケテス（都市攻囲者デメトリオス）である。プトレマイオスは今度はマケドニア本国を抑えたカッサンドロス、バビロニアを追われたセレウコス、リュシマコスらと結んでアンティゴノスに対抗し、シリアおよび海上でデメトリオスと戦った。プトレマイオスはこの過程で、前310年に海路でギリシアに遠征し小アジア南岸のリュキア、カリア、キュクラデス諸島の他、一時的ながらペロポネソス半島の一部を支配下に置いた。しかし、前306年にはサラミスの海戦でデメトリオスに敗れキュプロス島を奪われた。この勝利に勢いづいたアンティゴノス（1世）は、息子デメトリオス（1世）と共に同年中に王位を宣言した（アンティゴノス朝）。
キュプロス島での勝利の余勢を駆ったデメトリオスはさらにエジプトに進軍したが、嵐のために大敗しシリアへと引き上げた。これを挽回するために彼がロドスを抑えるべく包囲すると、プトレマイオスはカッサンドロス、リュシマコスらとともにロドスを支援し、1年にわたる包囲（ロドス包囲戦）の末にデメトリオス軍を撃退した。この結果プトレマイオスはロドス人たちから神として祀られ、ソテル（Sōtēr、救世主）と渾名されることになる。そして前305/304年、アンティゴノス親子の後を追ってプトレマイオスも王位を宣言し（在位：前305年-前282年）、エジプトを支配する王家（プトレマイオス朝）が公式に誕生した。
前301年のイプソスの戦いでアンティゴノス1世がセレウコス1世、リュシマコス、カッサンドロスの連合軍に敗れ戦死すると、それに乗じたプトレマイオス1世はアラドスとダマスカス以南のシリア、およびリュキア、キリキア、ピシディアの一部を支配下に置いた。一方、アジアではリュシマコスをも滅ぼしたセレウコス1世（セレウコス朝）がシリアからインダス川に至る広大な地域を支配下に置いて覇者となった。デメトリオス1世はマケドニアに渡り再起を図った。やがて、彼の息子のアンティゴノス2世（アンティゴノス・ゴナタス）がマケドニア本国にアンティゴノス朝を確立していく。プトレマイオス朝はこのセレウコス朝やアンティゴノス朝と共にヘレニズム王朝の1つに数えられ、これらと東地中海地域の覇権を巡って争った。

### 王朝の完成

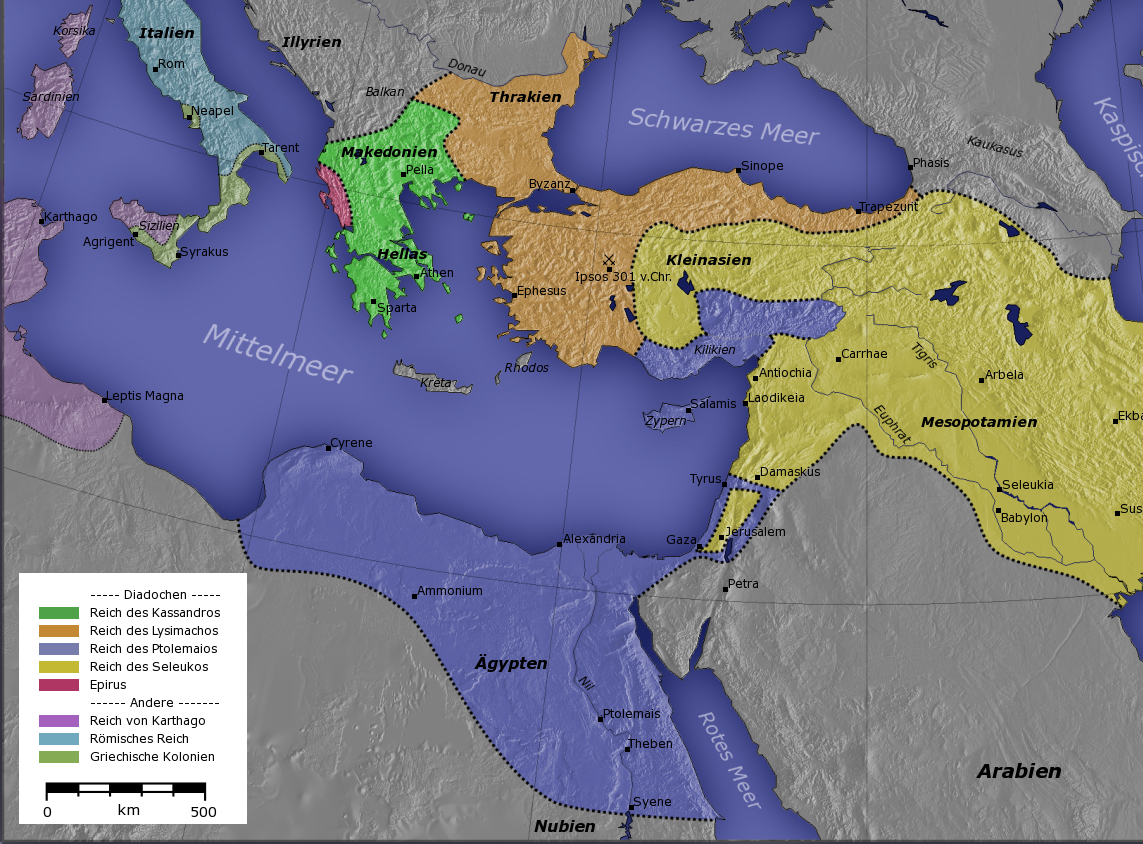
紀元前300年頃のプトレマイオス朝の領土（青）

プトレマイオス1世は前283年に死去し、その前に共同統治者となっていた息子のプトレマイオス2世（フィラデルフォス、在位：前285年-前246年）が後継者としてエジプトを統治した。プトレマイオス2世は内乱や対外戦争では多くの苦難を味わったものの、父親が作り上げた行政機構の整備や知的活動を引き次いで組織化し、彼と続くプトレマイオス3世の時代はプトレマイオス朝の絶頂期であるとされる。
プトレマイオス2世は父王の死後セレウコス朝と激しい争いを繰り広げた。前281年にセレウコス1世がプトレマイオス・ケラウノスに暗殺された後、セレウコス朝の支配者となったアンティオコス1世は、プトレマイオス朝の勢力を弱めようと画策し、キュレネの統治者マガスに働きかけ、彼を臣下のギリシア人たちと共にプトレマイオス2世から離反させた。マガスはプトレマイオス2世の異父兄弟であり、プトレマイオス1世によってキュレネの支配者とされていた人物である。また、アンティオコス1世の娘アパマ（アパメー）と結婚していた。さらに前274年から前271年にかけて、第一次シリア戦争が戦われた。シリアに侵攻したプトレマイオス2世は敗れたが、この戦争自体は痛み分けに終わった。続いて10年後にはセレウコス朝の新王アンティオコス2世との間で第二次シリア戦争が勃発し、プトレマイオス2世はシリア、小アジア方面で大幅な後退を余儀なくされた。以降数世紀にわたって繰り返しシリア戦争が両王朝の間で戦われることになる。
また、プトレマイオス2世はエーゲ海方面では小アジアやエーゲ海の拠点を強化し、アンティゴノス朝と対立するアテナイやその他のギリシア人ポリスを支援して東地中海での勢力基盤を固めようとした。前265年頃にアンティゴノス朝とアテナイ、スパルタを中心としたギリシアのポリス連合との間でクレモニデス戦争が勃発すると、海軍を派遣してアテナイ・スパルタを支援した。この戦争はリュシマコスとその妻でプトレマイオス2世の姉にあたるアルシノエ2世の息子プトレマイオスをマケドニアの支配者とすることを目論んでのものであったと言われる。しかし、この戦争も前261年にアテナイがアンティゴノス朝によって陥落させられ敗退に終わった。

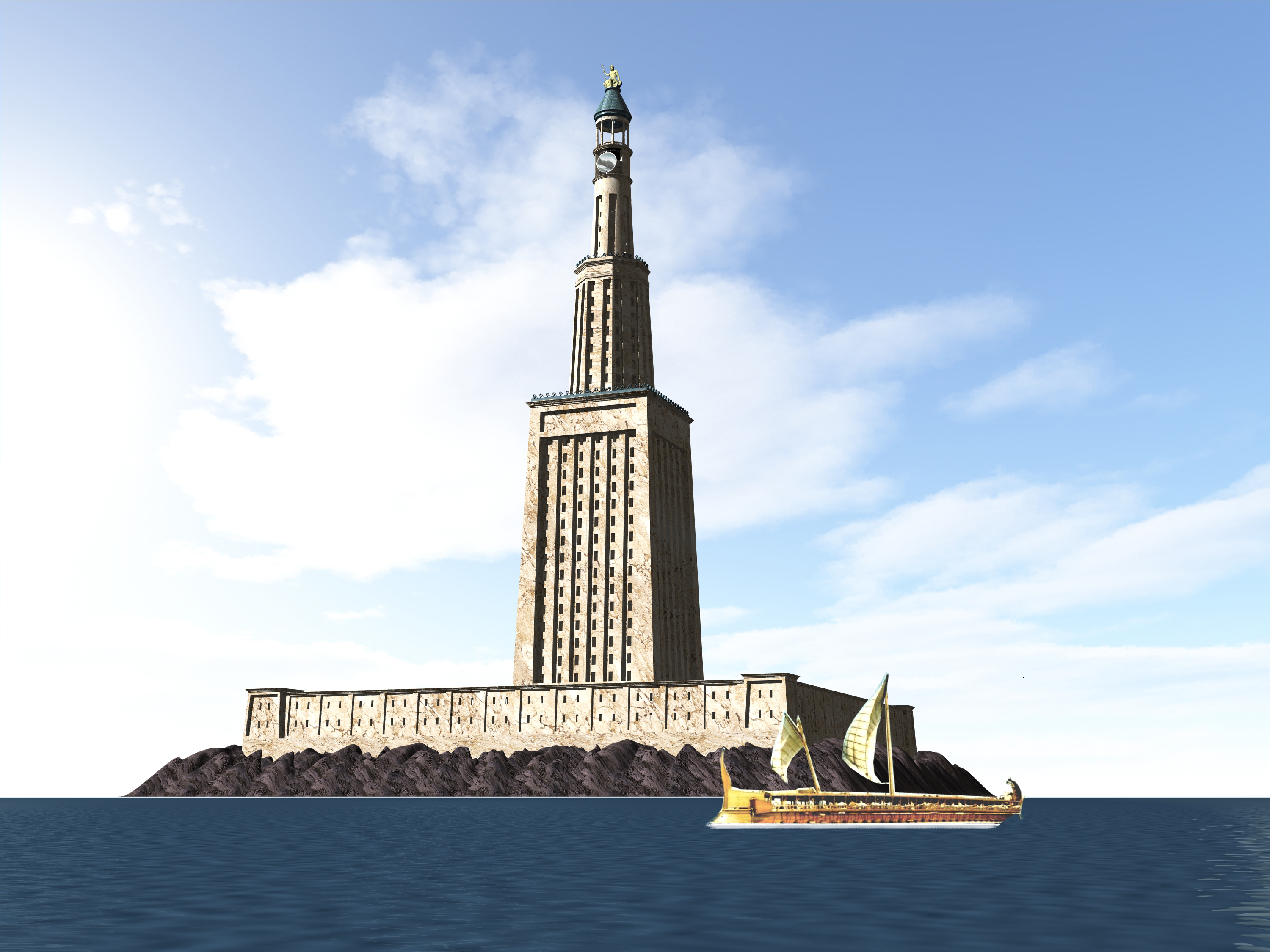
ファロス島の大灯台の想像図。

こうした軍事上の失敗のために、東地中海におけるプトレマイオス朝の影響力は一時低下したものの、プトレマイオス2世統治下におけるエジプトの繁栄は多くの史料によって明らかになっている。彼は支配地であるエジプトから得られる豊かな収入を用いて壮大な宮殿、神殿を建設し、またムセイオンにアレクサンドリア図書館として名高い図書館を建設して各地から優れた学者を招聘した。このムセイオンの付属図書館は一説には50万とも70万とも言われる蔵書を抱え、ギリシア語の古典の校正や研究など、古典古代の学術発展に大きな影響を残すことになる。アレクサンドロス3世以来続けられてきた都市アレクサンドリアの建設自体もプトレマイオス2世時代にはほぼ完成するにいたり、地中海最大の都市・学芸の中心として多くの著作家たちの語り草となるようになった。
また、王朝の権威を高めるための王室崇拝儀礼もプトレマイオス2世の時代に大きく整備された。父プトレマイオス1世を「救済神」（テオス＝ソテル、Theos Sōtēr）としたのを皮切りに、母ベレニケ1世も死後神々の座に加えた。さらに妻とした実姉アルシノエ2世も「弟を愛する女神」（テア＝フィラデルフォス、Thea Philadelphus）として神格化し、その死後には自らを妻とともに「姉弟の神々」（テオイ＝アデルフォイ、Theoi Adelphoi）として神の座に加えた。こうして王が神として統治するエジプトの伝統がプトレマイオス朝の支配に適合するように調整された。このようなプトレマイオス2世の処置はその後のプトレマイオス朝の王たちの範となった。以降プトレマイオス王家では兄弟姉妹婚と生前から神として崇拝を受けることが慣例となる。

### プトレマイオス3世の征服活動
前246年、父の跡を継いで王位についたプトレマイオス3世（エウエルゲテス、在位：前246年-前222年）は、父王の代に離反していたキュレネの奪回に取り組んだ。キュレネを支配していたマガスは娘のベレニケ2世をプトレマイオス3世と結婚させる予定でいたが、マガスの死後、その妻アパマはベレニケ2世の結婚相手としてアンティゴノス・ゴナタスの弟デメトリオス（美男王）を希望した。しかしベレニケ2世はデメトリオスを暗殺し、自らはプトレマイオス3世と結婚する道を選んだ。これによってキュレネ市はプトレマイオス朝の支配に復したが、キュレナイカの他の都市は反抗したため、結局軍事的処置によって再征服が行われた。同時に、東方では前246年以降、セレウコス朝の領土奥深くへ進軍した（第三次シリア戦争）。アッピアノスの記録によれば、この戦争はセレウコス朝の王アンティオコス2世に嫁いでいたプトレマイオス3世の姉妹ベレニケが、別の妻ラオディケに息子もろとも殺害されたことに対する報復として始まったという。プトレマイオス3世はそれに先立ってアンティオコス2世がラオディケに毒殺された際にベレニケから支援を求められアンティオキアへと進軍していたが、到着した時には既にベレニケ母子も殺害された後であり、そのままアンティオキアを攻略して戦争に突入した。
この第三次シリア戦争において、プトレマイオス3世はプトレマイオス朝の王としては対セレウコス朝の戦いで最大の成功を収めた。彼はシリア地方を席巻し、メソポタミアを突き抜けてバビロニアまで進軍した。バビロン市の包囲では現地軍の頑強な抵抗に合い、激しい戦闘が繰り広げられたことが現地の楔形文字史料である『バビロニア年代誌』の記録によって明らかとなっている。この年代誌は結末の部分が欠落しており、エジプト軍が最終的にバビロンの占領に成功したのかどうか不明瞭である。プトレマイオス朝が建設した戦勝記念碑文では、バビロニア、小アジアに加えバクトリア、ペルシア、メディアなど、セレウコス朝の全領土における成功が宣言されているが、これが事実であるかどうかも不明である。単純な事実としてはこの戦争の終結後間もなく、セレウコス朝はバビロニアとシリアの支配を回復している。しかしそれでもなお、小アジアのエーゲ海沿岸部やシリア南部（コイレ・シリア）、そしてさらにセレウコス朝の首都アンティオキアの外港セレウキア・ピエリアまでもがプトレマイオス朝の支配下に残った。
プトレマイオス3世はこの戦争の後は大規模な対外遠征は行っていないが、それでもさらなる勢力拡張を目指して、アテナイやアカイア同盟などギリシアの政情に介入を繰り返し、またアテナイの外港ペイライエウスに駐留していたアンティゴノス朝の軍団を撤退させた。これに対してアテナイは市民団の13番目の「部族」として「プトレマイス」を新設するという栄誉で応えた。

### 後期
伝統的な見解では最初の3代の治世が終わった後、プトレマイオス朝は領土の縮小、反乱の多発、王室の内紛などのため徐々に衰退へ向かっていったとされている。プトレマイオス4世（在位：前222/221年-前204年）は、父を殺害して即位したことに対する皮肉から「フィロパトル（Philopator、父を愛する者）という異名が与えられている。彼は即位に伴う流血とその放蕩な生活ぶりで名を知られている。父親の他、即位してから1年のうちに、母ベレニケ2世と弟マグス、叔父リュシマコスを殺害し、アレクサンドリアのギリシア人ソシビオスに唆されて遊蕩にふける生活を送るようになったという。
プトレマイオス4世が即位して間もなく重大な問題となったのが同時期にセレウコス朝で新たに即位したアンティオコス3世（大王、在位：前223年-前187年）の脅威であった。プトレマイオス朝の王位継承に伴う混乱を好機と見たアンティオコス3世は、前219年に第三次シリア戦争で失ったコイレ・シリアとセレウキア・ピエリアの奪還を目指して侵攻を開始し、第四次シリア戦争が勃発した。初年度のうちに全シリアがセレウコス朝の手に落ちたが、プトレマイオス4世はエジプト本国への攻撃を阻止することに成功し、さらに現地エジプト人2万人を軍隊に編入するという改革を実施することで軍団を強化した。そして前217年にヘレニズム時代最大規模の会戦であるラフィアの戦いでセレウコス朝の軍隊を撃破することに成功し、セレウキア・ピエリアを除くコイレ・シリアを奪回した上で講和を結んだ。
しかし、この勝利の後のエジプト国内での反乱が、財政の悪化と共にプトレマイオス朝にとって重い負担となった。反乱が頻発した背景には、軍隊の一員として大きな役割を果たしたエジプト人たちがある種の民族主義的な自意識を獲得し、中央政府の支配に復さなくなったとする見解が（古典古代から）伝統的に採用されている。このような見解は現在では批判が行われているが、原因は別としても前207/205年頃にはテーベを中心とする上エジプトが将軍ハロンノフリス（ヒュルゴナフォル）とカロンノフリス親子を戴いてプトレマイオス朝から離反し、深刻な脅威をもたらした（南部大反乱）。
この反乱の発生直後、プトレマイオス4世が死亡して僅か6歳のプトレマイオス5世（在位：前204年-前180年）が即位し、実権は延臣のソシビオスとアガトクレスが握った。しかし老齢のソシビオスは間もなく死亡し、アガトクレスも前203年には軍のクーデターにより殺害された。幼少の王の即位と混乱を好機と見たセレウコス朝のアンティオコス3世と前202年にコイレ・シリアに侵入して第五次シリア戦争が勃発した。前202年までにはエジプトとの境界に至る全シリアがセレウコス朝の支配下に入り、同時にアンティゴノス朝のフィリッポス5世もセレウコス朝に同調し、エーゲ海のプトレマイオス朝の支配地であったキュクラデス諸島やミレトスに攻撃をかけて、他のギリシア人ポリスもろとも、これを占領した。

### ローマの拡張
拡大するアンティゴノス朝の脅威に晒され、敗戦と内乱の渦中にあるプトレマイオス朝の支援も当てにできなくなったエーゲ海のギリシア人ポリス、ロドス、ビュザンティオン、キオス、そしてペルガモン王国のアッタロス1世らは対アンティゴノス朝の同盟を結ぶと共に、第二次ポエニ戦争に勝利して地中海に覇権を確立しつつあったローマの支援を求めた。ローマはギリシア情勢に介入し、前197年のキュノスケファライの戦いでアンティゴノス朝の軍団を打ち破ってギリシアにおけるアンティゴノス朝の領土を独立させ、同国の外交権を剥奪した。続いてギリシアへと勢力を拡張しようとしたセレウコス朝のアンティオコス3世も前191年のテルモピュライの戦いと前190年のマグネシアの戦いでローマに敗れ、東地中海におけるローマの影響力は一挙に拡大した。

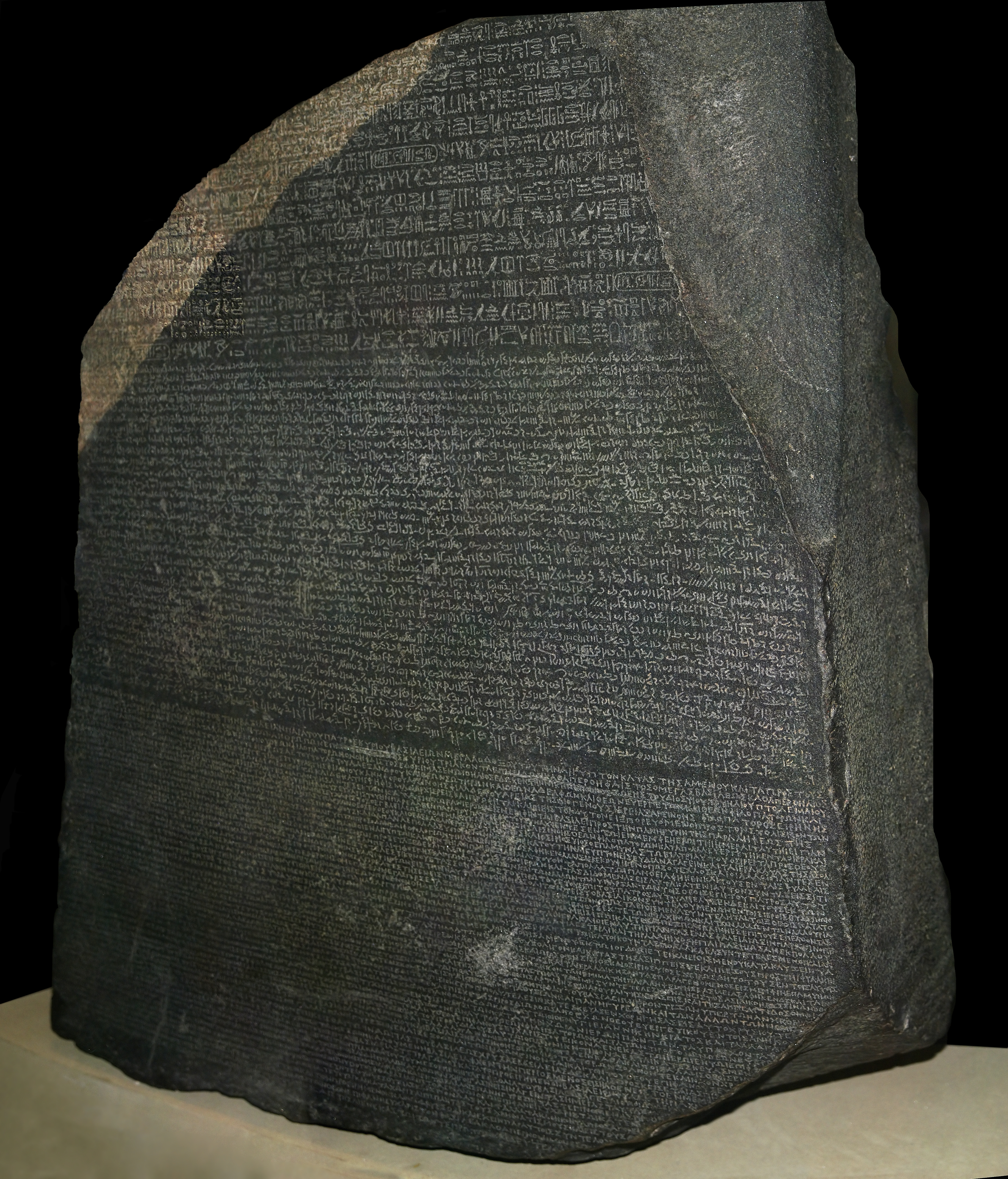
ロゼッタ・ストーン。大英博物館収蔵

こうした政治的動向の中で、プトレマイオス朝も次第にローマとの関わりを拡大させていく。ローマはこの時、プトレマイオス朝に対して好意的であり、アンティゴノス朝に対してプトレマイオス朝の領土に手を出さないよう警告を出した。しかしプトレマイオス朝はローマとセレウコス朝の和約においては何ら関与することができず、地中海における影響力の低下は明らかであった。国内では政権を握ったアカルナニア人アリストメネスが前196年にメンフィスでプトレマイオス5世の宣布式を執り行ない、国内の支持を集めるため土地の授与や免税などが宣言された。この宣言文が刻まれた石碑が1799年に発見されており、現在はロゼッタ・ストーンの名で知られている。これはエジプト語の解読に決定的な役割を果たすことになる。また、セレウコス朝との関係を改善すべくアンティオコス3世の娘クレオパトラ1世との婚姻も結ばれた。これらを通じて国内外の情勢が安定したことで、南部の反乱対応に注力することが可能となり、プトレマイオス5世は前186年に南部の反乱を鎮圧することに成功した。
前180年、プトレマイオス5世が死去するとプトレマイオス6世（在位：前180年-前145年）が父親と同じく幼くして即位した。当初は母クレオパトラ1世が後見を務めていたが、彼女が死去すると、成長したプトレマイオス6世は第五次シリア戦争で失ったコイレ・シリアを奪回するべく前170年にシリアへ侵攻した（第六次シリア戦争）。しかしペルシウム近郊で大敗を喫し、セレウコス朝の王アンティオコス4世に捕らえられた。この結果エジプトでは新たに弟のプトレマイオス8世（在位：前170年-前163年）が擁立された。
アンティオコス4世はプトレマイオス6世を傀儡とすることを目論んだため、庇護下に置いたプトレマイオス6世がナイルデルタを、プトレマイオス8世がメンフィス以南を統治するという形でエジプトが分割した。しかし自立を目指すプトレマイオス6世はプトレマイオス8世と同盟を結びローマの支援の下でセレウコス朝の軛からの脱却を図った。これに対してアンティオコス4世はキュプロス島を占領するとともにエジプトに侵攻してメンフィスを占領しアレクサンドリアを包囲した。窮地に陥ったプトレマイオス朝はローマの元老院に仲裁を求め、ローマは元コンスルのガイウス・ポピリウス・ラエナスらを特使として派遣した。エジプトでアンティオコス4世と面会したポピリウスは、セレウコス朝のキュプロス島とエジプトからの撤退を強硬に要求し、これに屈したアンティオコス4世は本国へと撤退した。これは東地中海の支配者としてのローマの力を示すエピソードとなった。
プトレマイオス6世はエジプト王の地位を認められたが、共通の利害で結ばれていたプトレマイオス6世とプトレマイオス8世の関係は、セレウコス朝の脅威が去ったことですぐに対立へと変わった。プトレマイオス8世はエジプト王位を主張し、前163年にローマに自らの地位の承認を求めた。交渉の末、かつてプトレマイオス1世の息子マガスがキュレネを分割した前例に倣い、プトレマイオス6世がエジプト王、プトレマイオス8世がキュレネ王とすることが定められた。しかしプトレマイオス8世がこれに満足することはなく、彼はローマに自ら出向いてキュプロス島の領有権をも主張した。ローマの元老院は彼の主張を認め、キュプロス島が平和的にプトレマイオス8世に譲渡されるべきであると宣言したが、プトレマイオス6世はこれを拒否し、ローマも直接的な介入を行わなかったため、この宣言は履行されなかった。前156年から前155年にかけて、プトレマイオス6世はプトレマイオス8世を暗殺する挙に出たが失敗し、負傷したプトレマイオス8世は再びローマに出向いて自らの傷を見せて庇護を求め、またローマ人の好意を確かなものにするために、後継者無く自分が死んだ場合にはキュレネの王国をローマ人に遺贈するという遺言状を書いた。こうしてローマとの関係を強化したプトレマイオス8世はキュプロス島の武力占領を試みたが、敗れて捕らえられた。しかし、ローマを恐れたプトレマイオス6世はプトレマイオス8世の罪を問うことなく釈放し、キュレネに帰した。
前145年、プトレマイオス6世はセレウコス朝に嫁がせていた娘のクレオパトラ・テアが宮廷紛争で窮地に陥ったのを助けるため出兵したが、重傷を負い、程なくして死亡した。寡婦となったプトレマイオス6世の妻クレオパトラ2世は息子のプトレマイオス（7世、在位：前145年）を王として擁立した。しかし、プトレマイオス8世はこれを好機としてエジプトに侵攻しアレクサンドリアを占領した。クレオパトラ2世は息子の助命と引き換えにプトレマイオス8世との結婚を承諾し、ここにプトレマイオス8世（復辟、在位：前145年-前116年）、クレオパトラ2世、プトレマイオス7世の共同統治体制が成立することになった。しかし実際には婚礼の当日にプトレマイオス7世は殺害された。そしてさらに、プトレマイオス8世がクレオパトラ2世の娘クレオパトラ3世とも結婚し王妃とすると、この母娘の間にも激しい対立が生じ、宮廷闘争は民衆をも巻き込んで激化した。
即位の経緯からプトレマイオス8世はエジプト本国で人気が無く、同情も手伝って民衆はクレオパトラ2世への支持を強めた。前132年にクレオパトラ2世が民衆を扇動して暴動を起こさせると、プトレマイオス8世はクレオパトラ3世と共にエジプトを脱出してキュプロス島へと逃れた。プトレマイオス8世は報復のためにクレオパトラ2世との間に儲けた息子プトレマイオス・メンフィティスを殺害してバラバラにした遺骸を彼女に送り付けたという。この事件は激しい報復合戦を産み、当時の世相は「蛮風（Amixia）」という表現で記憶された。2年に及ぶ内戦の末、クレオパトラ2世はセレウコス朝の王デメトリオス2世を頼ってシリアに亡命し、プトレマイオス8世が完全なエジプト王位を回復した。彼はクレオパトラ2世に組したギリシア人組合に報復的な処置をとると共に、アレクサンドリアに在住していた学者や知識人にも不信の念を向け、これを恐れた学者たちがアレクサンドリアから去っていった。一方で前118年には大赦令が発布され、内乱の混乱を収める努力もなされた。

### 慢性的な内紛とローマへの従属
プトレマイオス8世が前116年に死去した後、プトレマイオス朝はその滅亡まで慢性的な内紛と分裂に苦しみ、しかもプトレマイオス8世のように、それを収拾することのできる強力な支配者を見ることもなかった。遺言によってエジプトの支配権を継承したのはプトレマイオス8世の妻クレオパトラ3世であり、彼女は息子のプトレマイオス9世（在位：前116年-前110年、前109年-前107年、前88年-前81年）に王位を授けたが、彼は弟のプトレマイオス10世（在位：前110年-前109年、前107年-前88年）と激しい権力闘争を繰り広げた。そしてプトレマイオス9世は間もなく母親殺しを図ったとして地位を追われ前106年キュプロス島へ逃亡した。これはクレオパトラ3世がプトレマイオス10世を溺愛していたため、彼に王位を与えるための謀略であったとも言われている。クレオパトラ3世は息子のプトレマイオス10世と結婚したが、その溺愛にもかかわらず前101年にプトレマイオス10世によって殺害されたと言われている。その後も兄弟は争いを続け、前88年にプトレマイオス10世が殺害されたことでプトレマイオス9世の勝利が確定した。
この争いの最中、キュレネではプトレマイオス8世の庶子プトレマイオス・アピオンがキュレネ王を名乗ってプトレマイオス朝の支配から離れた。彼は父親と同じく後継者無きまま死亡した際にはその領土をローマ人に譲渡するという遺言を作成してローマの支持を得たが、実際に後継者の無いまま死去したためキュレネはローマに贈与されることとなった。キュレナイカの各都市は各々自由都市を宣言しローマの元老院がそれを承認したが、当初はローマは直接統治には乗り出さなかった。その後前87年から前86年にかけてキュレナイカで内紛が発生すると、キュレネ人たちはローマの有力者スッラの配下ルクッルスに秩序の回復を求め、キュレナイカは実際にローマの統治下に入っていった。そして前74年、ローマ元老院はキュレナイカ属州の設立を決議し、以降キュレナイカは完全にプトレマイオス朝の支配を離れた。

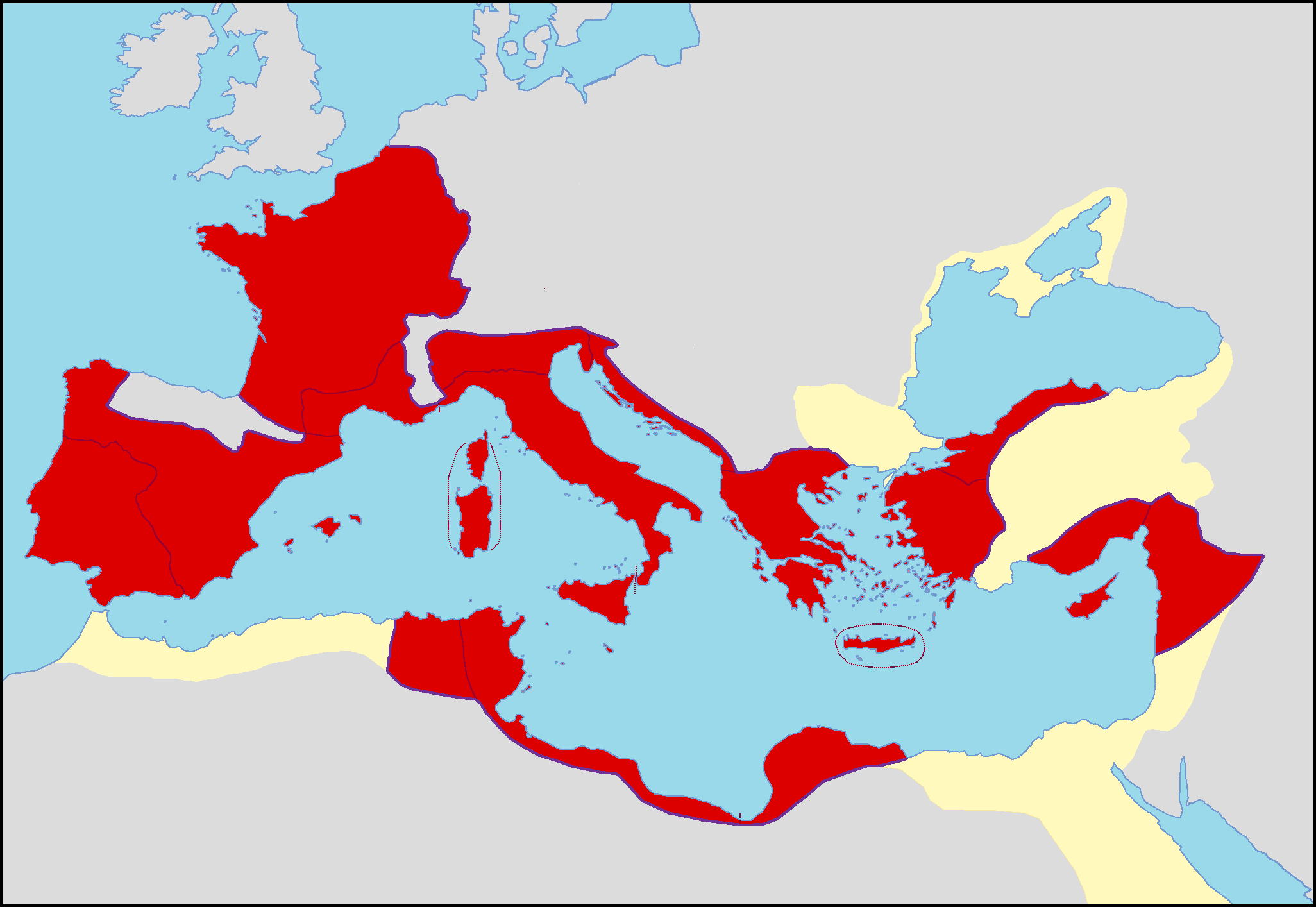
前44年のローマ。

前80年にプトレマイオス10世が死亡した際、彼は王位を娘のベレニケ3世に譲り、その夫に甥のプトレマイオス11世（在位：前80年）を据えたが、彼はベレニケ3世を疎んじて結婚後僅か1ヶ月で彼女を殺害した。しかしこれに憤激した民衆によってプトレマイオス11世もその僅か19日後に殺害された。この事件によってプトレマイオス朝の嫡出男子が存在しなくなったため、プトレマイオス9世の庶子でポントス王国に送られていたプトレマイオス12世（在位：前80年-前58年）が呼び戻されてエジプト王として、また同名の弟プトレマイオスがキュプロス王に即位した。素行不良の上、権力基盤が脆弱だったプトレマイオス12世はローマの支持に全面的に依存しており、そのためにローマの政界有力者への贈賄と献金に狂奔した。しかし度重なる献金とそのための重税に不満が高まり、そして前58年のローマによるキュプロス島併合を黙認し弟を見捨てたことが契機となってアレクサンドリアで暴動が発生し、ロドスへと逃亡を余儀なくされた。
この頃までに既にアンティゴノス朝はローマに滅ぼされており、前70年にはポントス王国（第三次ミトリダテス戦争）、前63年にはセレウコス朝もローマの軍門に下った。これによってプトレマイオス朝は東地中海でローマの直接支配下に無い唯一の国となる。
王が不在となったエジプトではプトレマイオス12世の娘ベレニケ4世（在位：前58年-前55）が旧セレウコス朝の王子で従兄弟でもあるセレウコス・キュビオクサテスと結婚したが、結婚3日目には彼を殺害し、次いでポントス王ミトリダテス6世の息子と称するアルケラオスと結婚して共同統治者とした。ローマに救援を求めたプトレマイオス12世は、ローマの将軍グナエウス・ポンペイウスの副官の同行の下で前55年にアレクサンドリアに戻り、以降ローマ軍の将校が指揮するガリア人とゲルマニア人の部隊が護衛としてアレクサンドリアに駐屯した。この処置によってプトレマイオス朝は実質的にローマの保護国となった。

### 滅亡
前51年、プトレマイオス12世が死去した時、その息子プトレマイオス13世はまだ10歳であった。そのため17歳になる娘のクレオパトラ7世（在位：前51年-前30年）がプトレマイオス13世との結婚を条件に王位についた。このクレオパトラ7世はその美貌と才知によって名高く、数々の伝説的な逸話が現代に至るまで伝えられている。単にクレオパトラと言った場合には通常、このクレオパトラ7世を指す。

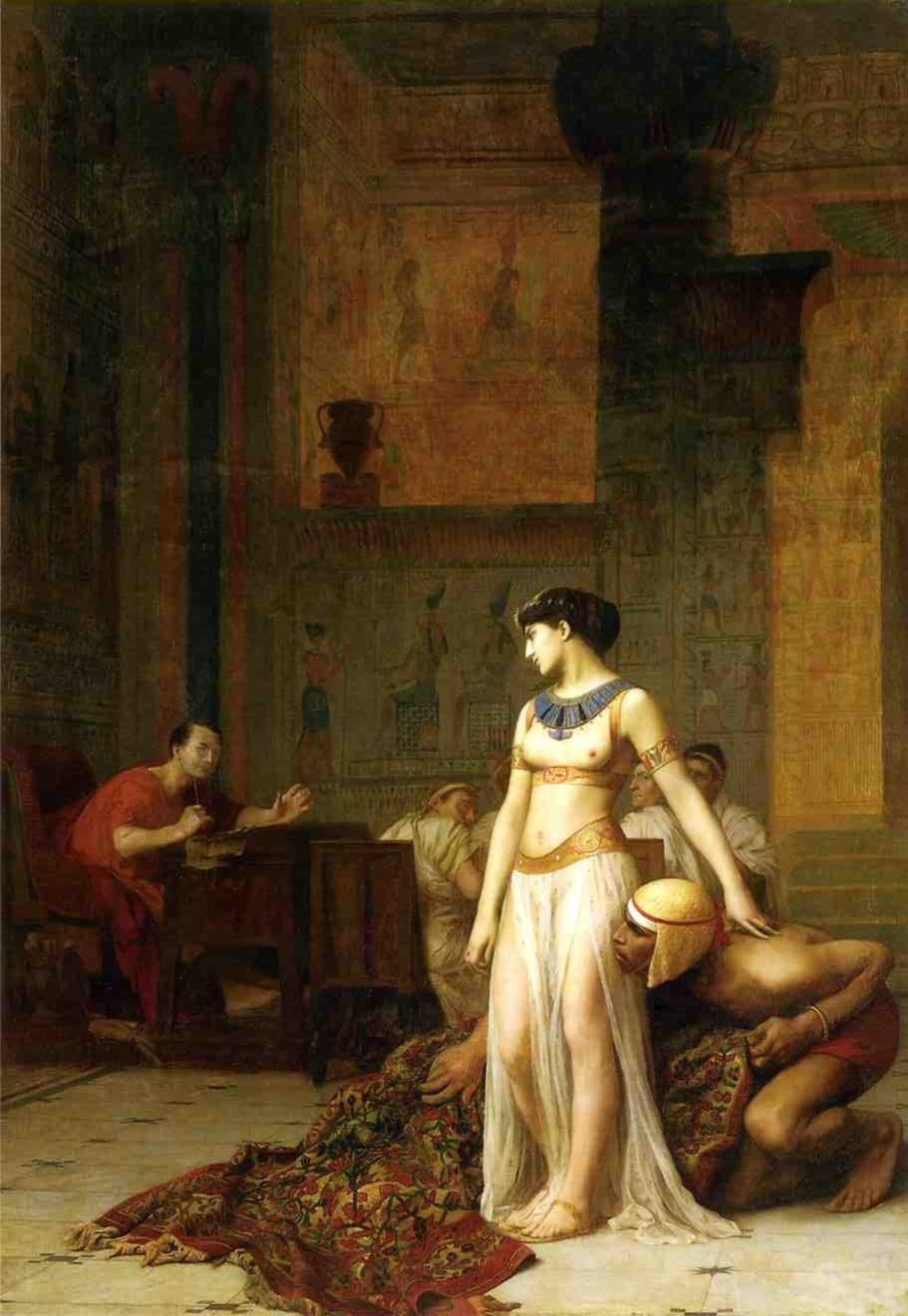
19世紀の想像画に描かれた、絨毯にくるまれてカエサルの前へ訪れたクレオパトラ。ジャン＝レオン・ジェローム作、1886年

間もなくプトレマイオス13世の側近たちはクレオパトラ7世の排除を画策し暗殺を試みたが、彼女はこれを察知してコイレ・シリアへと逃れた。おりしも、ローマで第一回三頭政治を担っていたうちの一人、マルクス・リキニウス・クラッススがパルティア（アルシャク朝）との戦争で落命し、残されたユリウス・カエサルとグナエウス・ポンペイウスが対立していた。前48年、ポンペイウスは敗れエジプトに逃れたが、カエサルの歓心を買おうとしたプトレマイオス13世の側近によって殺害された。カエサルはエジプトを訪れたが、ポンペイウスの殺害という処置は寧ろ彼を怒らせた。そしてこの時、クレオパトラ7世はカエサルに接近し（絨毯にくるまれてカエサルの下に運ばせたという逸話で知られる）その支持を獲得することに成功した。プトレマイオス13世と側近たちは民衆を扇動して暴動を起こし宮殿を襲わせたが、ローマ軍が投入されて鎮圧された。この混乱の中でプトレマイオス13世も殺害され、クレオパトラ7世は別の弟プトレマイオス14世と再婚した。一連の戦乱の中でアレクサンドリアの図書館も炎上破壊され、そこに伝存されていた著作の数々も焼失したと言われる。
カエサルと関係を持ったクレオパトラ7世は息子のカエサリオン（プトレマイオス・カエサル）を儲け、後にローマで元老院立ち合いの下カエサルに認知された。その後カエサルが各地に戦いに向かう際、クレオパトラ7世はローマで彼の帰りを待ち、カエサルの別荘は一種の宮廷のような様相を呈した。しかしローマ市民のカエサリオンに対する視線は冷たく、前44年にカエサルがマルクス・ユニウス・ブルトゥス（ブルータス）らに暗殺されたためエジプトへと帰国し、夫のプトレマイオス14世を廃してカエサリオンをプトレマイオス15世（前44年-前30年）として王位につけた。
前42年にフィリッピの戦いでブルトゥスらを破ったオクタウィアヌス、マルクス・アントニウス、マルクス・アエミリウス・レピドゥスは第二回三頭政治を開始した。このうちアントニウスは前41年夏に軍事費の調達に協力を求めるためクレオパトラ7世をキリキアのタルススに招聘し、そこでクレオパトラ7世に惚れ込みアレクサンドリアへ向かったと言われる。2人はこの地で遊興と祭典の日々を送り、人々はこの二人をディオニュソス＝オシリスとアフロディテ＝イシスに例えた。間もなくアントニウスはパルティアとの戦争のためにエジプトを離れ、オクタウィアヌスの姉オクタウィアと結婚したが、シリアでの防衛任務を部下に任せた後オクタウィアをイタリアへ帰らせ、クレオパトラ7世をアンティオキアに呼び寄せた。クレオパトラ7世はアントニウスがエジプトを離れる前に彼の子を懐妊しており、その双子の子供アレクサンドロス・ヘリオスとクレオパトラ・セレネを伴ってアントニウスの下へ向かった。
アントニウスはプトレマイオス朝に対しコイレ・シリアの大部分とキリキアの一部、キュプロス島を与えた。これは単に愛人であるクレオパトラ7世への贈与というのみならず、自勢力として組み込んだプトレマイオス朝に軍船の建造のための木材を供給するための処置でもあった。前34年秋には、アントニウスを新たなディオニュソス、クレオパトラ7世を新たなイシス、そして彼らの間に生まれた3人の子（3人目はプトレマイオス・フィラデルフォス）がローマの征服地の王として君臨することを宣言する祭儀がアレクサンドリアで催されたという。さらに前32年にはアントニウスとオクタウィアの正式な離縁が伝えられたが、これによりオクタウィアヌスとの対立は決定的となり、アントニウスはクレオパトラ7世を同盟者としてオクタウィアヌスと対峙することになった。アントニウスが元老院や民会の承認を経ずに行った領土贈与行為はオクタウィアヌスに恰好の宣伝材料を提供し、アントニウスの遺言状において彼が相続人としてクレオパトラ7世との子供を指名していたと伝えられたことと合わせローマ市民の憤激を呼んだ。
前31年、オクタウィアヌスは正式にアントニウス討伐に乗り出したが、アントニウスを反逆者と名指しするのは避け、クレオパトラ7世に対して宣戦した。同年9月2日に戦われたアクティウムの海戦でアントニウス、クレオパトラ7世は敗れ去り、前30年にはアレクサンドリアがオクタウィアヌス軍によって占領された。クレオパトラ7世はオクタウィアヌスの懐柔を試みたが、その見込みがないことを悟ると自殺した。プトレマイオス15世（カエサリオン）はオクタウィアヌスによって処刑され、ここにプトレマイオス朝は滅亡した。アントニウスとクレオパトラ7世の間の息子たちは消息不明となり、クレオパトラ・セレネはマウレタニア王ユバ2世に嫁いだ。
以降、エジプトはローマの皇帝属州アエギュプトゥスとしてアウグストゥス（オクタウィアヌス）以降のローマ皇帝を財政的に支え、ローマ市民のパンとサーカスを保証していくことになる。

## 社会と制度
プトレマイオス朝は伝統的に、整然とした官僚制と社会の細部にわたる統制によって繁栄した中央集権的国家として描かれてきた。20世紀の代表的なヘレニズム時代研究者の1人であるウォールバンクはプトレマイオス朝の統治を「官僚主義的中央集権制の大規模な実験と描写されて良いものだが、それはまた商取引を統制し、経済を国家権力に従属させることによって、貴金属を蓄積することを狙いとしていた限り、重商主義のそれでもあった。」と評しており、19世紀から20世紀にかけてヘレニズム時代研究をリードしたターンは、統計と戸籍を作り整然と徴税を行う強力な官僚機構、国家管理の事業や王領地と4種に分類される贈与地からなる土地制度などを通じ、国家が各種の産業や徴税を隈なく監督するプトレマイオス朝の制度を描いている。20世紀半ば頃まで想定されていたこのようなプトレマイオス朝の姿は近年の研究によってほぼ否定されており、現在では上記のような説明は行われない。
セレウコス朝やアンティゴノス朝に代表されるヘレニズム王国は、多様な歴史的伝統を保有する地域を支配するため、現地の様々な伝統的支配機構を温存したモザイク状の国家を形成していたことが知られている。そしてプトレマイオス朝もまた、中央集権国家という伝統的なイメージとは異なり、地域ごとに中央政府による統制力の差が大きく、神殿などエジプトの伝統的な支配機構を取り込みながら支配を行っていたことが明らかとなっている。その官僚組織も、整然とした中央集権体制を構築するためよりも、むしろ流入したギリシア人、マケドニア人に対して便宜を図るために拡充されていったものであり、厳密に整理されたものではなく、各官僚が利益を求める中でその日その日の不定形な活動の集合体に過ぎなかったと考えられている。

### グレコ・マケドニア人とエジプト人
プトレマイオス朝の支配を特徴付けるのは上部構造として支配者たるマケドニア人の王家（プトレマイオス家）を戴き、ギリシア人・マケドニア人が社会の中枢を担い、人口の多くを占めるエジプト人を支配していたことがある。プトレマイオス朝の王たちはエジプトの言語を理解せず、エジプト語を話すことができたのは歴代の中でもクレオパトラ7世だけであったとも言われている。
このような王国を安定的に支配するためには、重装歩兵戦術や「宗教」・文化を共有するグレコ・マケドニア系人材の恒常的な招致が必要であった。また、軍事的才覚や政治力を備えたギリシア本土の有力者の中からプトレマイオス朝へと訪れた人々は王のフィロイ（友人）として側近となり国家統治の基盤となった。アレクサンドリアのムセイオンを始めとした学者・知識人に対する保護もまたこれと同じ文脈で行われたものと見られる。こうしたギリシア人人材の確保策もまた、他のヘレニズム王国と共通する特徴でもあり、プトレマイオス朝がエーゲ海域に影響力を保持し続けようとした理由の一つであるとも考えられる。プトレマイオス朝時代にはギリシア本土からの移住や戦争捕虜などを通じて、多数のギリシア人軍事植民者がエジプトに流入していたことが確認されている。初期にはこの流入したギリシア人兵士たちに報酬として与える土地を確保し、国力自体を増大させるために大規模な開墾事業が行われた。
一方でギリシア人・マケドニア人とエジプト人の関係は単純な支配者と被支配者という構図だけで説明できるものでもなかったことが明らかとなっている。エジプト人は既に数千年の伝統を持つ高度な行政文化を持つ人々であり、プトレマイオス王家はエジプトの伝統的な組織に対して十分な配慮をする必要があった。新王国時代以来、上エジプトで支配的地位を持っていたアメン大神殿は常に油断のならない強力な勢力であったし、下エジプト最大の伝統信仰の拠点であったメンフィスのプタハ神殿の大神官家系はプトレマイオス朝初期から王家と密接な関係を築いていた。前2世紀には王国の中枢部や軍においてもエジプト人が多数進出しており、エジプト人の出自でありながら、ギリシア的教養を身に着け、状況に応じてエジプト人としてもギリシア人としても振舞うような人々の存在も確認されている。ギリシア語でエジプト国家の創建以来の歴史を書き、現在に至るまで使用される30の王朝の区分を構築した歴史家マネトもまた、ギリシア語を身に着けたエジプト人の神官でありプトレマイオス王家に仕えた人物であった。
ただし、こうした状況にもかかわらず、また有力な家系を含めエジプト人とギリシア人・マケドニア人との間で縁戚関係が持たれた例も知られるにもかかわらず、プトレマイオス朝の治世中にギリシア人とエジプト人のコミュニティが融合し同化することはなく、別々の存在として存続していた。
特にポリュビオスがラフィアの戦いにおけるエジプト人兵士の動員が彼らに自信を与え、それが南部大反乱の遠因となり王国の統一に深刻な問題をもたらしたという記録を残していることなどから、近現代の学者はギリシア人・マケドニア人の支配者に対するエジプト人の民族主義的な抵抗や自意識の存在を想定しもしたが、上記のような研究の進展によって、このような一面的な理解は大きく修正されつつある。

### 地方統治
エジプトでは先王朝時代（前32世紀頃以前）または、古王国（前27世紀頃-前22世紀頃）の頃からノモス（セパト）と呼ばれる州が設置されていた。このノモスは新王国（前16世紀頃-前11世紀頃）時代までに上エジプト22州、下エジプト20州程度に整理され、プトレマイオス朝もこの制度を受け継いだ。現在、エジプト語に由来するセパト（spȝt）ではなく、ギリシア語由来のノモス（古希: νόμος）の語が普及しているのはプトレマイオス朝とローマ支配時代に使用された経緯による。
ヘレニズム諸王国の王たちはグレコ・マケドニア系入植者のための都市を熱心に建設したが、プトレマイオス朝統治下のエジプトにおいては、新たに建設された「ギリシア的な」意味での都市は首都アレクサンドリアの他には上エジプト支配の拠点として作られたプトレマイスのみであり、ギリシア系入植者はエジプト人の集落に割当地（クレーロス、古希: κλῆρος）を付与されて、エジプト人の集落に分住させられる形態を基本とした。
当時の集落形態についてはファイユーム地方を除き情報が乏しい。しかしアルシノエ2世にちなんでアルシノイテス州とも呼ばれたファイユームは豊富な古代のパピルス文書が発見されている。上エジプトと下エジプトの接点に近いファイユーム地方ではギリシア人の入植が大規模に行われ、それに伴う堤防の建設や干拓などの大規模な水利事業、その建設のため労働管理などについて詳細が知られている。ファイユームの開発は中王国（前21世紀頃-前18世紀頃）にも手を付けられていたが、本格的に行われたのはプトレマイオス朝時代であり、その集中的な開発によって生産性の高い広大な農地が広がった。こうした農地は短冊状に整然と区画されており、ファイユームのフィラデルフィアなど居住地もギリシア式に格子状に整備されていた痕跡が確認されている。ファイユーム社会は当時のエジプト社会の標準的な姿ではなかったであろうが（経済節も参照）、詳細な農村生活を復元可能であり非常に重要である。

### 経済

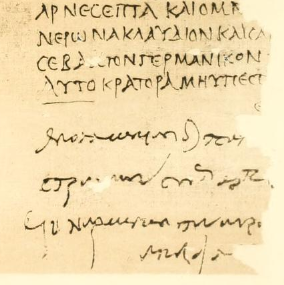
オクシュリンコスで発見されたプトレマイオス朝時代のパピルス文書。宰相アポロニオスの執事ゼノンが残した、いわゆるゼノン文書の一部。

プトレマイオス朝は従来のエジプトには無かったいくつかの経済システムを導入、または発展させた。その一つが貨幣の発展である。エジプトに貨幣が導入されたのはハカーマニシュ朝時代前後（第29王朝）のことであるが、プトレマイオス朝期に至って貨幣は完全に定着した。プトレマイオス朝では金貨、銀貨、銅貨（青銅貨）が鋳造されたが、実際に流通したのは銀貨と銅貨のみであった。プトレマイオス朝の貨幣は当時標準的であったテトラドラクマ貨（約17グラム）ではなく、キュレネで使用されていた、これよりも3グラムほど軽いフェニキアの標準に近い重量が使用された。発見されたパピルス文書の記録から、プトレマイオス朝はエジプトにおける外国貨幣の流通を認めず、持ち込まれた貨幣は銀行（両替商）を通じてエジプト貨に両替することを義務付けていたとされる。
当時のエジプトで貨幣が流通していたのは実質的には都市部のみであり、全体としては未だ物々交換が取引の中心であった。このため、徴税においては古くからの伝統の通り、コムギなど農産物による物納が行われていたが、広範囲において効率的な徴税を行うために「徴税権」の売却益を王朝の収入源とする手法がとられた。これはギリシアで発案された手法を導入したもので、領土内の一定の地域での徴税で期待できる物品に相当する価格で、「徴税権」を商人や有力者に売却して貨幣を納入させる方法であった。「徴税権」を買い取った商人や組織は、各地の実情に従って税を物納で（支払った貨幣よりも余分に）徴収し、「徴税権」の買収に使用した費用と利益を確保した。こうして未だ貨幣が浸透していない地域からも貨幣による徴税が効率的に可能となった。この手法は後のローマ帝国時代にも継承された。
また、既に述べた通り、上エジプトと下エジプトの結節点そばにあるファイユーム地方では、ギリシア系植民者のために大規模な開発が行われた。モエリス湖（現：カルーン湖）を中心とした広大な沼沢地が広がっていたファイユーム地方は中王国時代に一時開発が行われていたが、より本格的な開発はプトレマイオス朝時代のものである。この開発はファイユーム地方の景観に決定的な影響を及ぼし、干拓によってモエリス湖の水位が大幅に低下して湖底に農業用地が広げられていった。ファイユーム地方からは日常生活や裁判、契約、決済、労働管理などに関わる多数のパピルス文書が発見されており、当時の生活と干拓事業の具体的な姿について、古代世界において他に類を見ない詳細な情報が得られている。これらによれば、ファイユームの干拓・水利事業は王権による主導で実施され、それに必要な様々な作業や堤防の監視などは請負制で契約される労働者が担った。作業に必要な各種の道具は公的機関から必要数が貸し出され、またこの時期に鉄製農具が普及したことが作業を進める上で大きく役立った。ただし、労働者の給与は残存する史料による限り極めて低く、この労働参与は実質的には強制労働に近いものであったとする見解もある。
農産物も変化し、ファイユームでは古代エジプトにおいて長く普及していたオリュラ（エンマーコムギ）にかわってデュラムコムギの導入が進み急速に置き換わっていった。ギリシア人たちの生活に不可欠であったワインの生産とそれに必要なブドウの栽培も拡大した。各種の油については王室による独占管理が志向され、ゴマ油、ひまし油や、亜麻の種、ベニバナといった油の採集に使用できる作物の生産と取引には事細かに規制がかけられた。ギリシア人たちに珍重されていたオリーヴの栽培は上手くいかなかったらしく、導入が遅れた上にローマ時代にかけて生産量は漸減した。
こうした経済や法令に関わる詳細かつ豊富な史料から、かつては管理の行き届いた中央集権国家というプトレマイオス朝の姿が描かれていた。しかし、プトレマイオス朝時代の文書記録はその多くがファイユームという一地方から得られたものであり、しかもこの地が当時新しく開拓されギリシア人の集中的な移住先となっていた極めて特殊な地方であることから、ファイユームから得られる情報をエジプト全域における標準的なものとして援用することはできないという見解が現在では一般的である。事実として、当時の行政機構が緻密に設計されたというよりは入植ギリシア人の利益を保証するために拡大してきたと見られることや、エジプト人の伝統的な拠点であるテーベ周辺やエドフから得られる史料からは、ギリシア人入植地が広がっていたファイユームとは異なり、王朝による統制がつとめて間接的なものに留まっていた可能性が示されており、新たなプトレマイオス朝社会の姿が模索されている。

### 学問

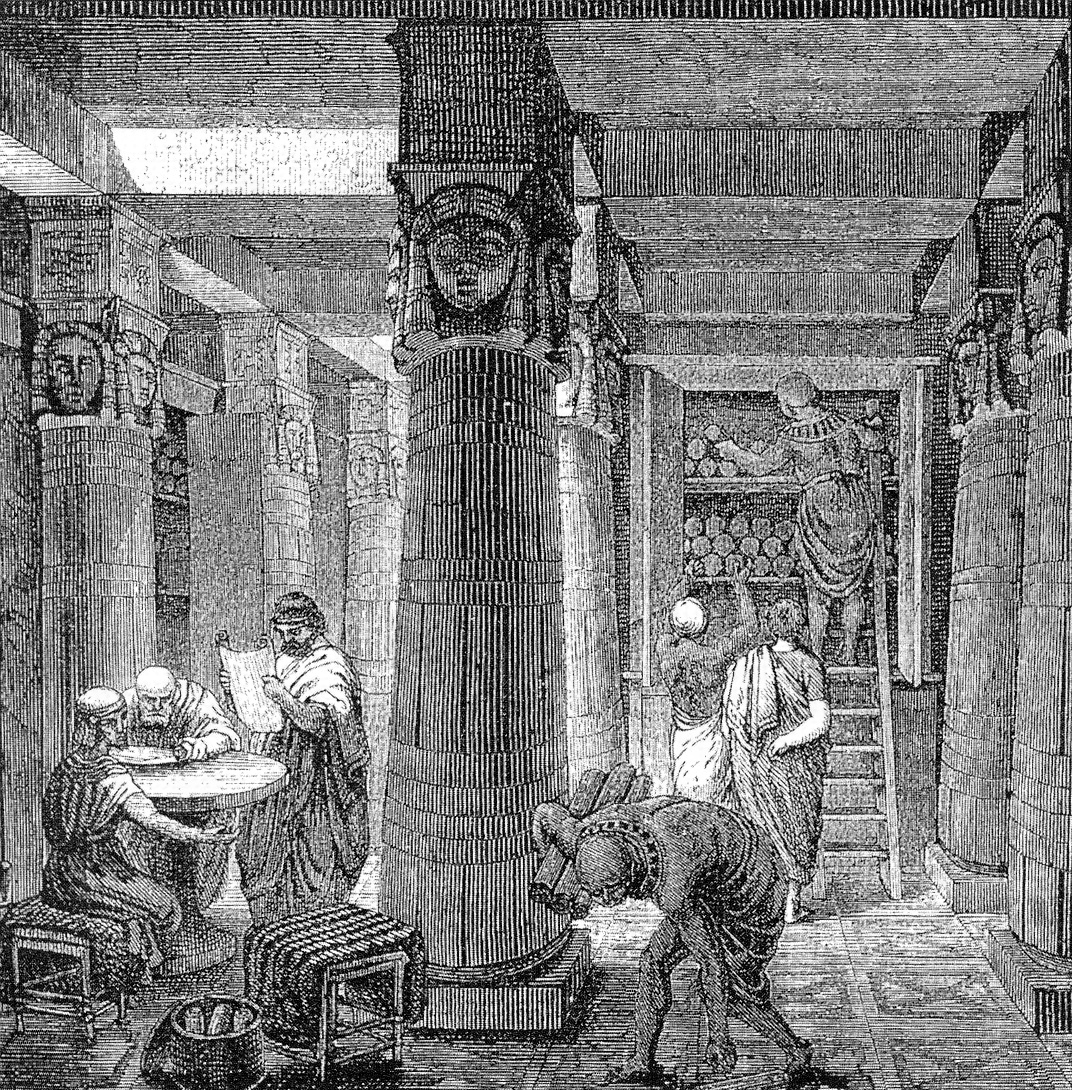
アレクサンドリア図書館を描いた19世紀の想像図。

ヘレニズム時代は古代世界における学問の革新的成果が多数生み出された時代であった。そしてとりわけ、プトレマイオス1世からプトレマイオス2世の時代に整備されたアレクサンドリアのムセイオンと付属図書館はこの学術発展の潮流の中の中心であった。プトレマイオス朝の惜しみない支援に惹かれたギリシアの学者たちは大挙してアレクサンドリアへと渡った。現代の物理学者スティーヴン・ワインバーグはその様を20世紀におけるヨーロッパからアメリカへの人の流れに例えている。
政策的な支援と豊富な資金、そして各地から集まった学者たちによる研究によって多くの分野において特筆すべき成果が生み出され、後世に重大な影響を残した。アレクサンドリアでまず研究が奨励されたのは古典文献の蒐集と校訂といった文献学的な研究であった。エフェソスのゼノドトスやビュザンティオンのアリストファネス、サモトラケのアリスタルコスと言った学者らによって進められたホメロスの研究（ホメロス問題も参照）を始めとして、現代に伝わる古代ギリシア時代の文学作品の多くはアレクサンドリアで行われた研究と整理の結果を通したものである。具体例としては例えば、ホメロスの叙事詩『イリアス』と『オデュッセイア』を現在のような24巻本に校訂したのはアレクサンドリア図書館の初代館長とされるエフェソスのゼノドトスであると伝えられており、また完本が現存する最古の歴史書とされるヘロドトスの『歴史』が現在の9巻構成にまとめられたのもアレクサンドリアにおいてであった。
こうした文学的研究の他にアレクサンドリアで隆盛を迎えたのが各種の「科学」（これは現代的な意味での科学ではないが）の研究であった。当時ギリシア世界の学問の中心地はアレクサンドリアの他にアテナイやミレトスがあったが、それぞれの知的風土には大きな違いがあった。アレクサンドリアにおける学問の特徴は、ギリシア世界で盛んであった万物の根源についての思索などの包括的な問題の研究ではなく、観察によって成果を得ることができる具体的な事象の研究が重視されたことであった。この知的風土の下、光学、流体静力学、そして特に天文学が特筆すべき発達を遂げた。当時のアレクサンドリアで活躍した主要な天文学者には、初めての学術的な太陽や月の大きさと地球からの距離の計算（それは不正確であったものの）を行ったサモスのアリスタルコスや、日食を利用して月までの距離の計算精度を大幅に高めたヒッパルコス、地球の大きさを計算したエラトステネスなどがいる。
アレクサンドリアにおける天文学の伝統はプトレマイオス朝滅亡後のローマ時代にも引き継がれ、古代から中世にかけての天文学に決定的な影響を与えるクラウディオス・プトレマイオスを輩出することになる。彼の研究は後世の天動説の理論的基盤を形成した。また、プトレマイオスのそれとは異なり、後世に受け継がれることはなかったものの、サモスのアリスタルコスは地動説に通じる事実（太陽が地球の周りを回っているのではなく、地球が太陽を周回している）に気付いていたことを示す記録も残されている。
光学（光の性質）の研究も当時盛んに行われた。この分野もまた、当時アレクサンドリアで活動した数学者エウクレイデス（ユークリッド）の研究にまで遡る。彼は幾何学の公理、諸定理の証明などを述べた数学書『原論』の著者として名高く、ムセイオンにおいて数学科を設立したとも言われる人物である。ユークリッド幾何学に名を残しているように、エウクレイデスの数学・幾何学分野における後世への影響は巨大であるが、透視図法について述べた『オプティカ』などの著作もあり、光の反射の研究においても大きな足跡を残している。
ただし、このような重要性、知名度に反して、こうした学問の中心となるべきムセイオンの付属図書館の運営実態については多くのことが不明である。図書館自体についての同時代史料はほとんど無く、現代に伝わる情報は数世紀後のローマ時代の著述家による信憑性の低い情報に由来しており、運営実態や建物の立地、規模などについても確実な情報は得られない。この図書館に資料を集めるため、アレクサンドリアに入港した船舶から本が見つかった場合には没収して写本を作成し、持ち主には写本の方を返却したという逸話や、アテナイから保証金と引き換えに悲劇のテキストを取り寄せ、やはり写本を作成してそれを返却したという逸話は、アレクサンドリア図書館の蒐集活動を象徴する話として良く知られている。しかしこれらの話も紀元後2世紀の医師ガレノスの記録に登場するものであり、真実であるという確証を得ることは不可能である。

## 軍事

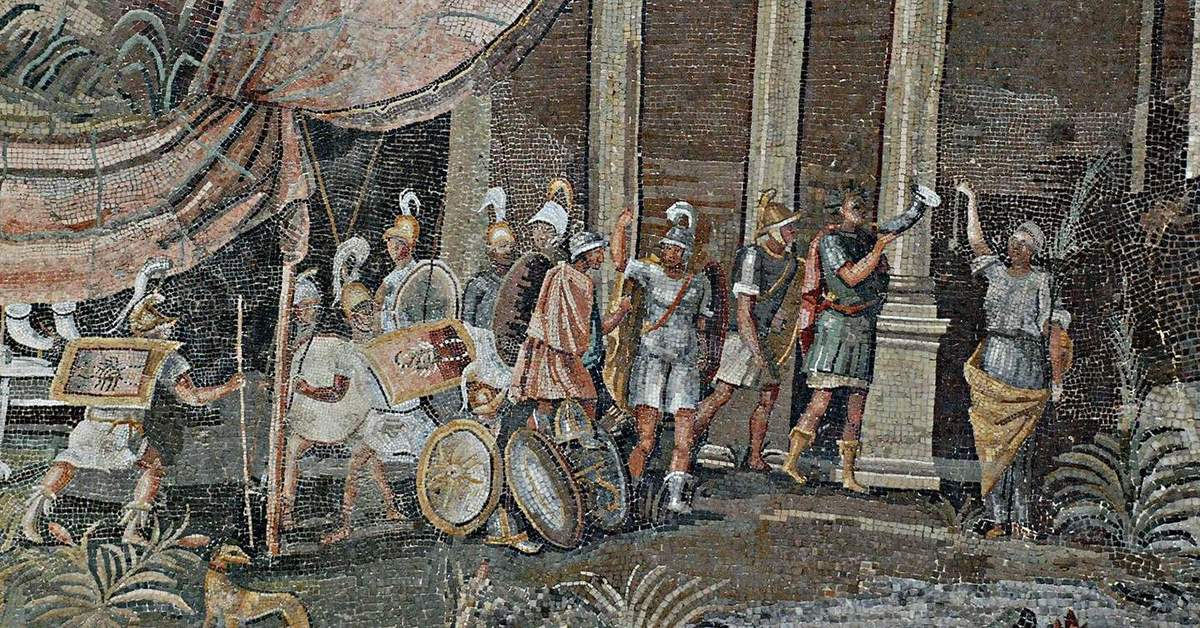
パレストリーナのナイル・モザイク画に描かれたプトレマイオス軍の兵士。

プトレマイオス朝の軍隊は、エジプトの膨大な資源と対外環境に適応する能力の恵みを受け、ヘレニズム時代に地中海世界の最も強力な軍隊の一つとして評価されている。プトレマイオス朝の軍隊は最初は主にディアドコイ戦争以来、セレウコス朝に対抗して防御的な目的を遂行した。プトレマイオス3世の治世までエジプト軍の活動はアナトリア、南部トラキア、エーゲ海の諸島、クレタ島に及び、キレナイカ、コイレ・シリア、キプロス島に対するプトレマイオス朝の支配的な影響力を拡張させるのに役立った。軍隊はエジプトを保護する機能を維持しながら領土を確保し、首都アレクサンドリア、ナイル川デルタのペルシウム、上エジプトのエレファンティネに主な駐屯地があった。また、プトレマイオス朝はエジプトでの統制を確保するために軍隊に大きく依存した。兵士たちは王室近衛隊の多くの部隊に服務しており、反乱と簒奪に備えて動員され、二つとも次第に普遍化していった。「マキモイ（Machimoi）」と呼ばれたエジプト人の下級兵士は、官吏の警護や徴税を助けるために召集された。

### 陸軍
プトレマイオス朝は、その治世を通じて職業軍人（傭兵も含む）と新兵で構成された常備軍を維持した。エジプトの支配権を固めるため、プトレマイオス1世はギリシア人、傭兵、エジプト人、さらには戦争捕虜まで募集した軍隊に依存し、彼らはかなりの知略と適応力を示した。プトレマイオス朝の軍隊は多様性に特徴があり、その構成員の民族的起源や国籍に関する記録が残されている。エジプト本国他にもマケドニア、トラキア、ギリシア本土、エーゲ海、小アシア、キレナイカなどから兵士が募集された。前2世紀から1世紀にかけて重なる戦争と拡張、ギリシア系移住民の減少と共にエジプト人が軍隊で占める割合と依存度が高まったが、ギリシア系移住民は依然として王室近衛隊と高位将校団において特権的な地位を維持した。エジプト人は王朝初期から軍隊に存在していたが、不誠実という評判と地域の反乱に同調する傾向のためしばしば無視されたり、不信を受けた。それでも、エジプト人は勇敢な戦士とみなされ、前3世紀初めにプトレマイオス5世の改革を期して将校や騎兵隊員としてよく登用され始めた。また、エジプト軍人は一般住民に比べて高い社会・経済的地位を享受することができた。
信頼でき、忠誠な軍人を確保するために王朝は豊かな財政資源と富に対するエジプトの歴史的評判を活用するいくつかの戦略を開発した。その一環として展開された宣伝は、詩人のテオクリトスが「プトレマイオスは自由人が持つことができる最上の雇用人だ」と主張したことからも証明されている。傭兵たちは現金と穀物の配給を受ける形で給料をもらった。前3世紀にプトレマイオス軍の歩兵は、約1ドラクマ銀貨の手当を毎日もらったと伝える。このような条件は東地中海各地から新兵を引き入れ、彼らは「給料をもらう外国人」という意味の「ミストフォロイ・ゼノイ（misthophoroi xenoi）」とも呼ばれた。前2世紀から1世紀に至ると、ミストフォロイは主にエジプト国内で募集された。また、職業軍人には割り当て地という意味の「クレーロイ（kleroi、クレーロスの複数形）」が私有地として与えられ、その土地から産出された生産物を給料に代替するという屯田方式の制度が運営された。クレーロイは軍隊の階級や部隊、宿舎（stathmoi）や地域民の居住地によって様々な形で散在していた。遅くとも前230年頃になると、このような私有地はエジプト出身の下級歩兵のマキモイにも提供された。クレーロイの提供は広範囲に行われた。騎兵隊員は少なくとも70アローラの土地を受け取ることができ、歩兵隊員は25-30アローラ、マキモイは一つの家族が生活できる基準に当する5アローラを受けた。プトレマイオス軍での服務が持つ高い収益性の性質は、王朝への忠誠を保障するのに効果的だったと見られる。軍隊の暴動や反乱は珍しく、反乱に加わった兵士たちも土地の下賜と異なるインセンティブにより懐柔されたりした。
他のヘレニズム国家と同様、プトレマイオス軍はマケドニアの教理と組織を承継した。アレクサンドロス大王時代の騎兵は、戦術と数的な面でより大きな役割を担い、ファランクスは歩兵の主力として機能した。プトレマイオス軍の多民族的な性格は、公認された組織の原則だった。兵士たちは出身地域別に訓練を受けたり、作戦に投入された。概してクレタ人は弓手、リビア人は重装歩兵、トラキア人は騎兵として服務した。部隊の編成と武装も民族別に行われた。しかし、実戦では様々な民族の兵士が一緒に戦うよう訓練され、グレコ・マケドニア人将校の一元化された指揮は、ある程度の結束と調整が可能にしてくれてラフィアの戦いでプトレマイオス軍の士気を維持し、戦闘欲を高めるのに多大な役割を果たした。

### 海軍
一部の歴史家はプトレマイオス朝のエジプトが海軍力の伝統的な様式を革新したおかげで地中海の制海権を掌握し、歴代統治者が前例のない方式により権力と影響力を行使できたと描写する。キプロス島、クレタ島、エーゲ海の諸島、トラキアなどの東地中海全域にエジプトの領土と封臣たちが散在しており、セレウコス朝とマケドニアからこれを防御するためにも大規模な海軍を必要とした。一方、エジプト海軍は収益性のよい海上貿易を保護したり、ナイル川に沿って海賊を掃討する任務も務めた。プトレマイオス朝の海軍の起源と伝統はアレクサンドロス大王の死後、ディアドコイ戦争が起こった前320年頃にさかのぼる。多くのディアドコイがエーゲ海と東地中海の制海権をめぐって争うと、プトレマイオス1世はエジプト本土を防御し、外部からの侵入に備えて自分の支配権を強固にする過程で海軍を創設した。プトレマイオス1世を始めとする王朝の歴代統治者は、ギリシアやアジアに陸上帝国を建設するよりも、海軍力を増強させて海外に進出することを好んだ。前306年にサラミスの海戦で大敗したにもかかわらず、エジプト海軍は以後の数十年間、エーゲ海と東地中海における支配的な軍事力となった。プトレマイオス2世はエジプトを同地域の最も優れた海軍大国にするという父王の政策を継承した。彼の治世にエジプト海軍はヘレニズム世界の最大規模に成長し、古代に製作された最大の戦艦の一部も保有していた。第一次シリア戦争期にエジプト海軍はセレウコス朝とマケドニア海軍を撃退させ、エーゲ海と東地中海を掌握した。クレモニデス戦争でもエジプトはマケドニアを封鎖し、ギリシャ本土に対するアンティゴノス朝の野心を牽制することに成功した。
絶頂期であったプトレマイオス2世の時代にエジプト海軍は336隻の戦艦で構成され、輸送船と同盟国の艦船まで含めておよそ4千隻以上の艦船を保有していたとされる。このような大規模の艦隊を維持するのにかかった多くの費用はエジプトの莫大な富と資源によって裏付けられた。海軍の主要基地はアレクサンドリアとキプロスのネアパフォスにあった。エジプト海軍は東地中海、エーゲ海、レバント海、ナイル川などの各地で活動したほか、インド洋方面に向けた紅海にても定期的にパトロールを行った。このため海軍はアレクサンドリア艦隊、エーゲ海艦隊、紅海艦隊、ナイル川艦隊にそれぞれ編成された。第二次シリア戦争が始まると、エジプト海軍は一連の敗北を経験し、海外領土の喪失とともに制海権が緩んだことで、海軍の軍事的な重要性もまた低下した。その後、2世紀にわたってエジプト海軍は海上路の保護や海賊の掃討を中心に運営されてから、末期にローマ帝国が台頭する中にクレオパトラ7世によって部分的に復活した。エジプト海軍はアクティウムの海戦に参加したが、致命的な惨敗を喫し、王朝の滅亡と同時に消滅した。

## 「宗教」と王権
歴史上のあらゆる国家と同様にプトレマイオス朝においても「宗教」、神々への崇拝は重要な意義を持っていた。プトレマイオス朝の「宗教」にはそれを特徴づける複数の要因があった。1つは伝統的なギリシア人たちの共同体にとって欠かす事ができなかった神々への崇拝であり、いま1つは長い伝統を持ち、また「並外れて信心深い」（ヘロドトス）と評される土着のエジプト人たちの神々である。さらにヘレニズム時代に東地中海のマケドニア系王朝の全てで進行していた支配者崇拝の隆盛が大きな影響を及ぼした。

### セラピス

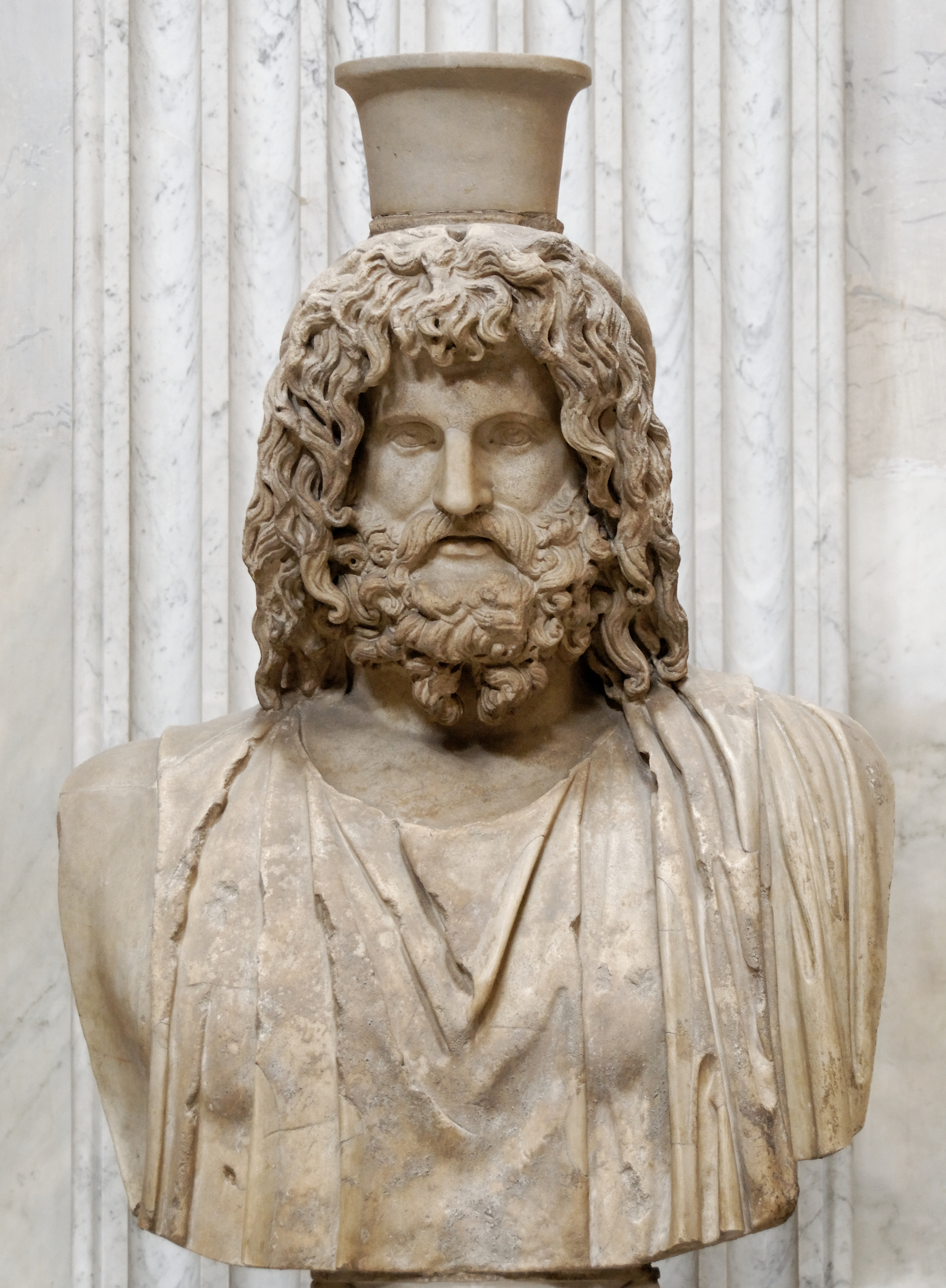
カラトス（calathos、円筒形の籠、ラテン語ではモディウス）を乗せたセラピス（サラピス）の胸像。ローマ時代のコピー。

プトレマイオス朝時代に導入された新たな神として代表的なものがセラピス（サラピス）である。セラピス神はより古い時代にエジプトに移住したギリシア人たちの間で信仰されていた習合神オセラピス神（オシリス＝アピス）の神格に起源を持ち、一般的にはプトレマイオス1世時代にエジプトにおけるセラピス崇拝が確立されたと言われている。各種の伝承はこの神の神性の創出と導入が宮廷主導で行われたことを示しており、アレクサンドリアに建設されたセラピス神殿（セラペイオン/セラペウム）がその信仰の中心となった。この神はしばしば国家神としてギリシア人とエジプト人の双方から崇拝を受け、その融和と結束を図るために創造されたと言われる。しかし、実際にはセラピス崇拝はほとんどギリシア人の間でのみ見られるもので、エジプト人の間でそれが進んで崇拝されていた痕跡は乏しく、エジプトの地方にその信仰が浸透するのはローマ時代に入ってからである。このことから、恐らくセラピス神崇拝の確立の本来的な理由はギリシア人とエジプト人の統合を促すことではなかった。それはむしろ古くからエジプトに在住していたギリシア人たちの神を中核に据えることで、プトレマイオス朝の建国に伴って新たに移住してきたギリシア人たち（彼らもまた多様な背景を持ち、単純に一括りの存在ではなかった）がエジプトに住むギリシア人として共有できる神格を作り出すことにあったと考えられる。実際にセラピスに対する儀礼はつとめてギリシア的な作法に従っており、その図像はゼウスのそれとほとんど区別がつかないものであった。つまりこの神は、名前こそエジプトに起源を持つものの、それ以外全くギリシア的な神であり、ギリシアとエジプトの混交や一体化を示す要素は見られない。

### 支配者祭儀
ヘレニズム時代を特徴付ける宗教的行為に、ポリスが生前からマケドニア系王朝の支配者を神の如き存在として崇拝する慣行がある。プトレマイオス朝の王たちもまたロドスを始めとしたギリシア人のポリスから神として祭儀を受けた。エジプトでは古くから王が神として崇められて来たが、このような慣行はエジプトの伝統ではなく、マケドニア系の諸王国とギリシア人ポリスの相互関係、そしてギリシアにおける伝統の中から現れてきたものとされている。古代ギリシアにおいては元来、ポリスの創建者や独裁者からの解放者、戦死者などを「英雄」として崇め、神、または半神として祭儀を捧げる習慣があった。このことからドイツの神学者ハンス・ヨセフ・クラウクはギリシア人の精神的世界において、人は神の位階に昇ることが可能であり、「神々と人間との境界」には抜け穴があったとしている。この様な崇拝は存命中の人物に対しても適用されるようになった。文献的な実例として存命中の人が神格化される最古の例は、前405年にペロポネソス戦争で活躍したスパルタの将軍リュサンドロスが神として祭られたものである。神格化の対象となった人物は救済者（σωτήρ、Sōtēr）や恩恵者（Εὐεργέτης、Euergétēs）といった観念によって崇拝された。そして、ギリシアを征服したフィリッポス2世やアレクサンドロス3世といったマケドニアの王たちが自身の神格化された地位を要求したか、あるいはそれを要求していると考えたギリシア人の諸ポリスがこれに迎合して利益を得ようと図ったことによって、こうした王に対する神格化が常態化していったと考えられる。
マケドニア系の諸王朝は上記のようなギリシア人のポリスとマケドニア王の関係性を継承していた。プトレマイオス朝におけるこの支配者祭儀の端緒となったのは、ディアドコイ戦争中の前305年から行われたアンティゴノス朝のデメトリオス・ポリオルケテスによるロドス市の包囲である。この戦いでロドスは、プトレマイオス1世の多大な支援の結果、攻撃を防ぎきることに成功した。ロドス人はプトレマイオス1世の貢献を称え、リビュアのアメン（アモン）神にプトレマイオス1世を神として祭ることの是非を問うと、可との神託が下りたので、ロドス市内にプトレマイオンという聖域を設定して巨大な列柱館を建設した。そしてプトレマイオス1世に対して神に対するのと同様の祭儀が捧げられた。
実際に文献史料においてプトレマイオス1世が明確に神とされたことが確認できるのはその死後のことであるが、プトレマイオス1世自身が発行したコインにおいて自らをゼウス神を連想させる姿で描かせていることから、彼が自身の神格化を積極的に推し進めていたことがわかる。同様の支配者祭儀はプトレマイオス2世時代以降も、ギリシアのポリスとプトレマイオス朝の関係においてポリス側が「自発的に」王を神として祭るという体裁を重視して継続された。

#### 王の神格化

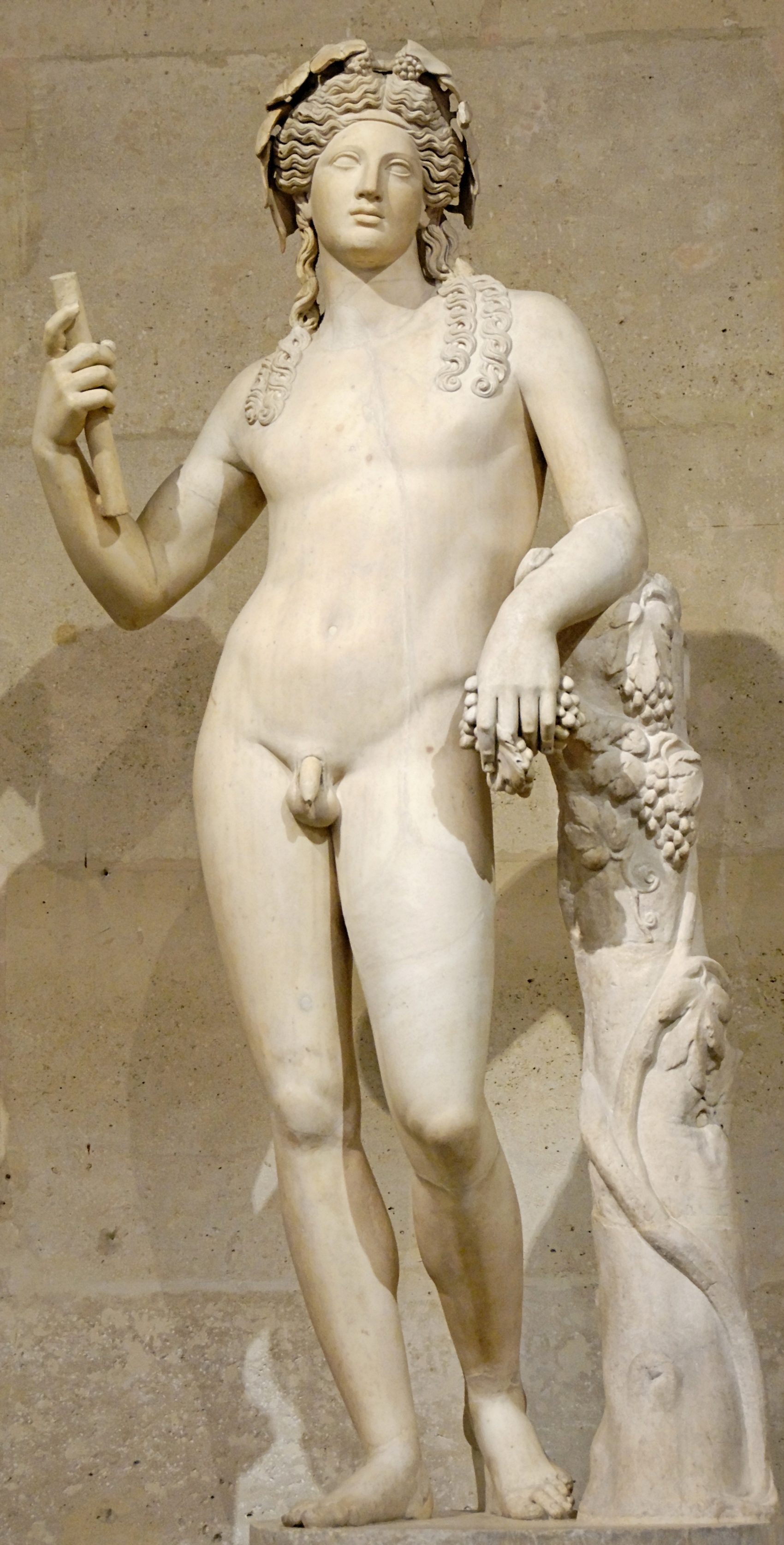
ディオニュソス像。ヘレニズム時代の作品のローマ時代のコピー。手足は18世紀の修復。

ギリシア人ポリスとの関係性とは別に、プトレマイオス朝の王たちは統治を安定させるための手段として、時々の政治情勢に対応しながら自らの神格化を継続的に行った。初代プトレマイオス1世以来、オリュンポスの神々に擬せられていたことが、貨幣学の成果や彫像などによって明らかとなっている。既に述べたようにプトレマイオス1世はゼウスと同一視された例が複数確認されており、プトレマイオス2世とその妻・姉のアルシノエ2世はゼウスとヘラに見立てられていた。さらにプトレマイオス2世をヘラクレスやアポロンに見立てる彫刻や文学作品が残されており、プトレマイオス3世、4世の時代にはヘリオス、ポセイドン、ヘルメス、アルテミスもまた王と同定された。プトレマイオス5世以降には、オリュンポスの神々のイメージは後退し、変わってホルスやオシリスといったエジプトの神々との同定も行われるようになった。
こうした神々の中でも特に重要視されたのがディオニュソスである。ディオニュソスは当時東地中海各地で人気を高めており、プトレマイオス朝においては初期の頃から王朝のシンボルであった。オリュンポスの神々のイメージが使用されなくなった後もディオニュソスと王との同定は強力に継続し、やがてプトレマイオス12世の時代には、王はディオニュソス神そのものとして「ネオス・ディオニュソス」とまで呼ばれるようになった。プトレマイオス2世時代に創設された王朝の祭祀プトレマイエイア祭は、ギリシア世界においてオリュンピアの祭典と同格の地位を与えられ、祭典中には贅を尽くしてディオニュソスの神話が再現された。
こうした支配者として受ける祭儀、王と神とのイメージの重ね合わせを通じて、早くもプトレマイオス2世の治世には、故プトレマイオス1世が「救済神」（テオス＝ソテル、Theos Sōtēr）として明確に神格化され。プトレマイオス2世自身と妻・姉アルシノエ2世は生前の内に明確に神であることが明示された。この生前の神格化はこれ以来王朝が滅亡するまで継続した。

### エジプトの神々

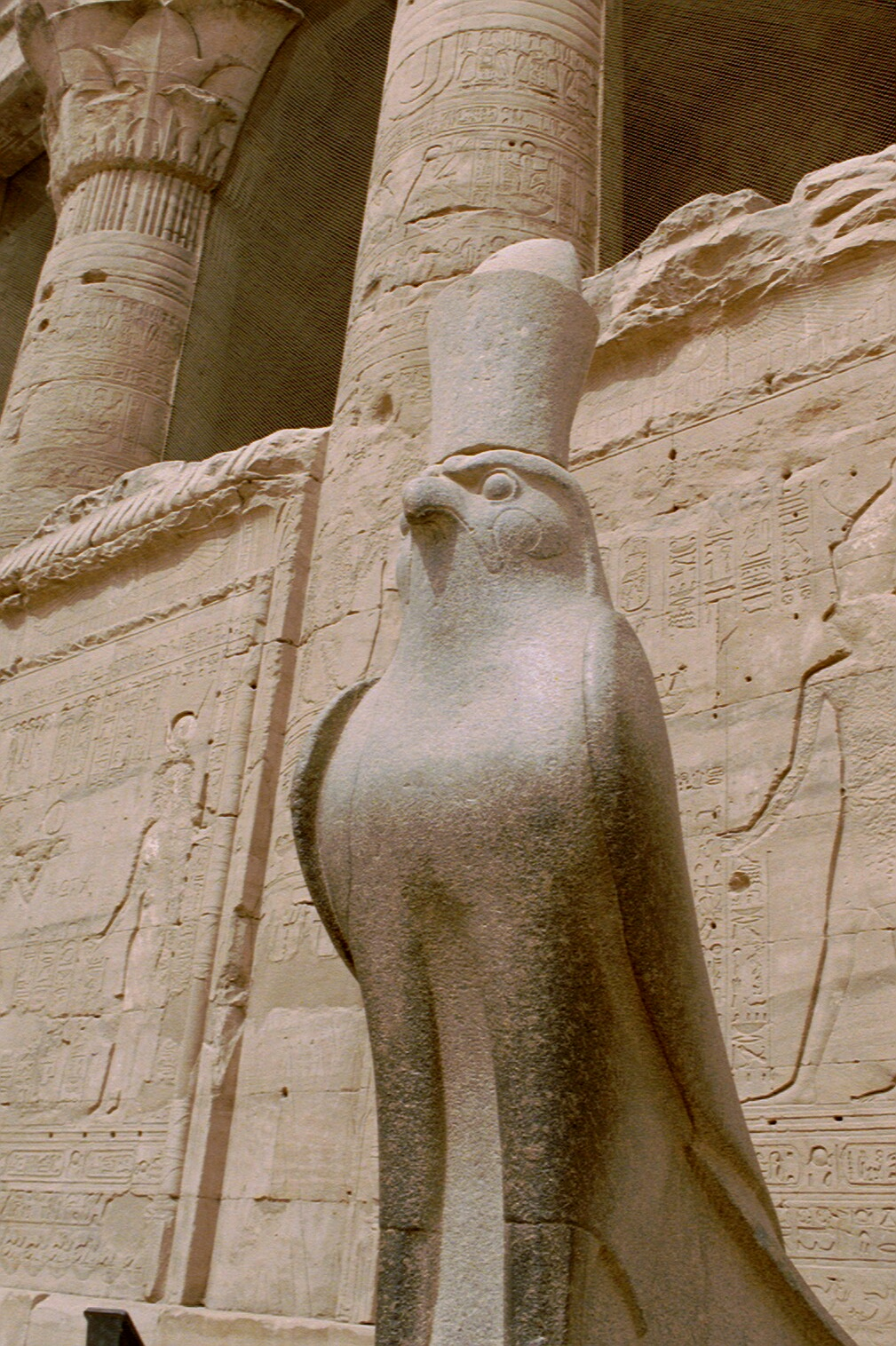
プトレマイオス朝時代に建造されたエドフ神殿のホルス像。

プトレマイオス朝の王たちはエジプト土着の伝統的な神々への祭祀を継続し、各神殿の守護者として振る舞った。ホルス、アヌビス、バステト、セクメトといった古い神々はなお人々の崇拝を受け続けており、また、メンフィスのプタハ神殿やテーベのアメン神殿は旧時代から変わらず、最も強力な在地勢力を形成していた。
プトレマイオス朝時代も伝統的建築様式に従ってエジプトの全土に神殿が建設されており、これらは現代に残る古代エジプトの宗教的建造物の中でもっとも保存状態が良好な一群を形成している。そのいくつかは古代エジプト時代を通じても最大規模のものであり、プトレマイオス3世時代に建設されたエドフ神殿やフィラエ島のイシス神殿、デンデラのハトホル神殿などが今なお往時の姿を留めている。そこに描かれた王の姿は完全に伝統的なエジプトの様式に依っており、プトレマイオス朝の王たちがマアト（秩序）を維持するエジプトのファラオとして振舞っていたことを示す。
エジプトの神々の中にはプトレマイオス朝や後のローマ時代の思想的潮流と結びつき、またギリシアの神々のイメージも付与されて、広く地中海全域で信仰されるに至るものもあらわれた。その代表格はオシリス神の妻、かつホルス神の母である女神イシスであり、他にハルポクラテスや聖牛アピスの信仰も広まった。イシスの神格はギリシアの女神アフロディテなどのイメージと重ね合わされることで著しく拡大し、セラピスのように全くギリシア的な姿に写されてエーゲ海沿岸のポリスで崇拝された。こうしたエジプトに由来し、ギリシア的な改変を施された神々は、後のローマ時代の宗教の発達に少なからず影響を与えることになる。

### ユダヤ教
プトレマイオス朝はユダヤ教の発展の重要な舞台であった。コイレ・シリアをはじめとして、プトレマイオス朝の領域には相当数のユダヤ人が居住しており、また貢納の義務を負ってはいたものの、エルサレムを中核とするコイレ・シリア（パレスチナ）のユダヤ人たちの共同体は、ハカーマニシュ朝（アケメネス朝）以来の自治的単位（ユダイア）を維持していた。ユダヤ人たちの統治は大祭司と長老会議（ギリシア風にGerousiaと呼ばれた）が行っており、王に対する税を徴収する義務も大祭司が負った。
自発的な移動、または強制移住、あるいはその両方によってエジプト本国、特にアレクサンドリアにユダヤ人達が移住した。アレクサンドリアのユダヤ人知識階層はプトレマイオス朝時代に支配的地位にあったギリシア人の社会との関わりを求め、ヘレニズム文化を摂取しギリシア語を用いるようになっていった。彼らは、もはやヘブライ語を理解できない同胞たちのためか、あるいはギリシア系知識人に対してユダヤの歴史の古さ、あるいは優越性を訴えるためか、ユダヤ教の聖典（『旧約聖書』）のギリシア語訳を行うことを決意した。このアレクサンドリアで作成されたと見られるギリシア語訳聖書は今日、一般に『七十人訳聖書（セプトゥアギンタ）』と呼ばれている。この七十人訳版は、明らかに読者の中にギリシアの知識人がいることを想定し、地名を極めて説明的に翻訳する他（ヘブライ語の音をそのままギリシア語風の発音にするのではなく、地名の語源をギリシア語訳する）、ヘブライ語版の「原文」に様々な意訳を行って、ギリシア人の宗教的習慣への配慮や、ユダヤ人の起源の古さ、偉大さを強調するような一種の「改変」が施されている。この『七十人訳聖書』は後世の宗教思想に大きな影響を残し、後の初期キリスト教の著作家たちの中から、「翻訳版」というよりももはや「聖書」そのものとして扱う人物すら出すようになる。

## 歴代ファラオ
在位年が重複している箇所はすべて複数のファラオによる共同統治である。
| ファラオ                           | 画像 | 続柄・備考 | 在位              |
| ---------------------------------- | ---- | --- | ----------------- |
| プトレマイオス1世                  |      | 初代。 | 前305−前283年     |
| プトレマイオス2世                  |      | プトレマイオス1世とベレニケ1世の子。 | 前285−前246年     |
| プトレマイオス3世                  |      | プトレマイオス2世とアルシノエ1世の子。 | 前246−前222年     |
| プトレマイオス4世                  |      | プトレマイオス3世とベレニケ2世の子。 | 前222/221−前204年 |
| プトレマイオス5世                  |      | プトレマイオス3世とアルシノエ3世の子。 | 前204−前180年     |
| プトレマイオス6世                  |      | プトレマイオス5世とクレオパトラ1世の子。 | 前180−前164年     |
| プトレマイオス8世                  |      | プトレマイオス6世及びクレオパトラ2世の同母弟。兄姉と共同統治。                                                                                 | 前170−前163年     |
| プトレマイオス6世                  |      | 復位。 | 前163−前145年     |
| プトレマイオス7世                  |      | プトレマイオス6世の子。8世に殺害されたとされる。                                                                                               | 前145年           |
| プトレマイオス8世                  |      | | 前145−前116年     |
| プトレマイオス9世                  |      | プトレマイオス8世とクレオパトラ3世の子。 | 前116−前110年     |
| プトレマイオス10世                 |      | プトレマイオス9世の同母弟。母クレオパトラ3世に擁立されるが、対立し廃位。                                                                       | 前110−前109年     |
| プトレマイオス9世                  |      | 復位。母クレオパトラ3世により廃位。 | 前109−前107年     |
| プトレマイオス10世                 |      | 復位。母クレオパトラ3世を暗殺し、ベレニケ3世と結婚。                                                                                           | 前107−前88年      |
| プトレマイオス9世                  |      | 弟プトレマイオス10世の死により復位。 | 前88−前81年       |
| ベレニケ3世 (女王)                 |      | プトレマイオス9世とクレオパトラ・セレネ1世の娘。プトレマイオス10世の后。のちにプトレマイオス11世と強制的に結婚させられ、その19日後に殺される。 | 前81−前80年       |
| プトレマイオス11世                 |      | プトレマイオス10世の子。ベレニケ3世殺害に怒った群衆により虐殺される。在位80日。プトレマイオス朝直系最後の王。                                  | 前80年            |
| プトレマイオス12世                 |      | プトレマイオス9世の子。 | 前80−前58年       |
| ベレニケ4世 (女王)                 |      | プトレマイオス12世とクレオパトラ5世 (6世) の娘。父の国外追放後、母と共同統治。                                                                 | 前58−前55年       |
| プトレマイオス12世                 |      | 復位。娘ベレニケ4世を処刑。 | 前55−前51年       |
| クレオパトラ7世 (女王)             |      | ベレニケ4世の妹。一般にクレオパトラとして知られる女王。                                                                                        | 前51−前30年       |
| プトレマイオス13世                 |      | クレオパトラ7世の弟であり夫。後に両者は対立した。                                                                                              | 前51−前47年       |
| プトレマイオス14世                 |      | クレオパトラ7世とプトレマイオス13世の弟。 | 前47−前44年       |
| プトレマイオス15世（カエサリオン） |      | クレオパトラ7世とユリウス・カエサルの子。3歳のときクレオパトラ7世が共同統治者に指名。プトレマイオス朝最後の王。                                | 前44−前30年       |

## 系図
| マケドニア将軍 アンティパトロス                            | マケドニア将軍 アンティパトロス                            | マケドニア将軍 アンティパトロス                            | マケドニア将軍 アンティパトロス                            | マケドニア将軍 アンティパトロス                            | マケドニア将軍 アンティパトロス                            |                                                         |                                                         | マケドニア貴族 ラゴス                                | マケドニア貴族 ラゴス                                | マケドニア貴族 ラゴス                                                       | マケドニア貴族 ラゴス                                                       | マケドニア貴族 ラゴス                                                       | マケドニア貴族 ラゴス                                                       |                                                                             |                                                                             | アルシノエ                                                                  | アルシノエ                                                                  | アルシノエ                                                                  | アルシノエ                                                                  | アルシノエ                                                                  | アルシノエ                                                                  |                                                                   |                                                                   |                                                                   |                                                                   |                                                            |                                                            |                                                            |                                                            |                                             |                                             |                                                            |                                                            |                                                            |                                                            |                                                            |                                                            |  |  |  |  |  |  |  |  |  |  |  |  |  |  |
| マケドニア将軍 アンティパトロス                            | マケドニア将軍 アンティパトロス                            | マケドニア将軍 アンティパトロス                            | マケドニア将軍 アンティパトロス                            | マケドニア将軍 アンティパトロス                            | マケドニア将軍 アンティパトロス                            |                                                         |                                                         | マケドニア貴族 ラゴス                                | マケドニア貴族 ラゴス                                | マケドニア貴族 ラゴス                                                       | マケドニア貴族 ラゴス                                                       | マケドニア貴族 ラゴス                                                       | マケドニア貴族 ラゴス                                                       |                                                                             |                                                                             | アルシノエ                                                                  | アルシノエ                                                                  | アルシノエ                                                                  | アルシノエ                                                                  | アルシノエ                                                                  | アルシノエ                                                                  |                                                                   |                                                                   |                                                                   |                                                                   |                                                            |                                                            |                                                            |                                                            |                                             |                                             |                                                            |                                                            |                                                            |                                                            |                                                            |                                                            |  |  |  |  |  |  |  |  |  |  |  |  |  |  |
|                                                            |                                                            |                                                            |                                                            |                                                            |                                                            |                                                         |                                                         |                                                      |                                                      |                                                                             |                                                                             |                                                                             |                                                                             |                                                                             |                                                                             |                                                                             |                                                                             |                                                                             |                                                                             |                                                                             |                                                                             |                                                                   |                                                                   |                                                                   |                                                                   |                                                            |                                                            |                                                            |                                                            |                                             |                                             |                                                            |                                                            |                                                            |                                                            |                                                            |                                                            |  |  |  |  |  |  |  |  |  |  |  |  |  |  |
| エウリュディケー                                           | エウリュディケー                                           | エウリュディケー                                           | エウリュディケー                                           | エウリュディケー                                           | エウリュディケー                                           |                                                         |                                                         |                                                      |                                                      |                                                                             |                                                                             | プトレマイオス1世 （在位 前305年 - 前285年）                                | プトレマイオス1世 （在位 前305年 - 前285年）                                | プトレマイオス1世 （在位 前305年 - 前285年）                                | プトレマイオス1世 （在位 前305年 - 前285年）                                | プトレマイオス1世 （在位 前305年 - 前285年）                                | プトレマイオス1世 （在位 前305年 - 前285年）                                |                                                                             |                                                                             |                                                                             |                                                                             |                                                                   |                                                                   | ベレニケ1世 （? - 前285年）                                       | ベレニケ1世 （? - 前285年）                                       | ベレニケ1世 （? - 前285年）                                | ベレニケ1世 （? - 前285年）                                | ベレニケ1世 （? - 前285年）                                | ベレニケ1世 （? - 前285年）                                |                                             |                                             | フィリッポス マケドニア貴族                                | フィリッポス マケドニア貴族                                | フィリッポス マケドニア貴族                                | フィリッポス マケドニア貴族                                | フィリッポス マケドニア貴族                                | フィリッポス マケドニア貴族                                |  |  |  |  |  |  |  |  |  |  |  |  |  |  |
| エウリュディケー                                           | エウリュディケー                                           | エウリュディケー                                           | エウリュディケー                                           | エウリュディケー                                           | エウリュディケー                                           |                                                         |                                                         |                                                      |                                                      |                                                                             |                                                                             | プトレマイオス1世 （在位 前305年 - 前285年）                                | プトレマイオス1世 （在位 前305年 - 前285年）                                | プトレマイオス1世 （在位 前305年 - 前285年）                                | プトレマイオス1世 （在位 前305年 - 前285年）                                | プトレマイオス1世 （在位 前305年 - 前285年）                                | プトレマイオス1世 （在位 前305年 - 前285年）                                |                                                                             |                                                                             |                                                                             |                                                                             |                                                                   |                                                                   | ベレニケ1世 （? - 前285年）                                       | ベレニケ1世 （? - 前285年）                                       | ベレニケ1世 （? - 前285年）                                | ベレニケ1世 （? - 前285年）                                | ベレニケ1世 （? - 前285年）                                | ベレニケ1世 （? - 前285年）                                |                                             |                                             | フィリッポス マケドニア貴族                                | フィリッポス マケドニア貴族                                | フィリッポス マケドニア貴族                                | フィリッポス マケドニア貴族                                | フィリッポス マケドニア貴族                                | フィリッポス マケドニア貴族                                |  |  |  |  |  |  |  |  |  |  |  |  |  |  |
|                                                            |                                                            |                                                            |                                                            |                                                            |                                                            |                                                         |                                                         |                                                      |                                                      |                                                                             |                                                                             |                                                                             |                                                                             |                                                                             |                                                                             |                                                                             |                                                                             |                                                                             |                                                                             |                                                                             |                                                                             |                                                                   |                                                                   |                                                                   |                                                                   |                                                            |                                                            |                                                            |                                                            |                                             |                                             |                                                            |                                                            |                                                            |                                                            |                                                            |                                                            |  |  |  |  |  |  |  |  |  |  |  |  |  |  |
|                                                            |                                                            |                                                            |                                                            |                                                            |                                                            |                                                         |                                                         |                                                      |                                                      |                                                                             |                                                                             |                                                                             |                                                                             |                                                                             |                                                                             |                                                                             |                                                                             |                                                                             |                                                                             |                                                                             |                                                                             |                                                                   |                                                                   |                                                                   |                                                                   |                                                            |                                                            |                                                            |                                                            |                                             |                                             |                                                            |                                                            |                                                            |                                                            |                                                            |                                                            |  |  |  |  |  |  |  |  |  |  |  |  |  |  |
|                                                            |                                                            |                                                            |                                                            |                                                            |                                                            |                                                         |                                                         | リュシマコス                                         | リュシマコス                                         | リュシマコス                                                                | リュシマコス                                                                | リュシマコス                                                                | リュシマコス                                                                |                                                                             |                                                                             | アルシノエ2世 （前277年 - 前270/268年）                                     | アルシノエ2世 （前277年 - 前270/268年）                                     | アルシノエ2世 （前277年 - 前270/268年）                                     | アルシノエ2世 （前277年 - 前270/268年）                                     | アルシノエ2世 （前277年 - 前270/268年）                                     | アルシノエ2世 （前277年 - 前270/268年）                                     |                                                                   |                                                                   |                                                                   |                                                                   |                                                            |                                                            | キュレネ王 マガス                                          | キュレネ王 マガス                                          | キュレネ王 マガス                           | キュレネ王 マガス                           | キュレネ王 マガス                                          | キュレネ王 マガス                                          |                                                            |                                                            |                                                            |                                                            |  |  |  |  |  |  |  |  |  |  |  |  |  |  |
|                                                            |                                                            |                                                            |                                                            |                                                            |                                                            |                                                         |                                                         | リュシマコス                                         | リュシマコス                                         | リュシマコス                                                                | リュシマコス                                                                | リュシマコス                                                                | リュシマコス                                                                |                                                                             |                                                                             | アルシノエ2世 （前277年 - 前270/268年）                                     | アルシノエ2世 （前277年 - 前270/268年）                                     | アルシノエ2世 （前277年 - 前270/268年）                                     | アルシノエ2世 （前277年 - 前270/268年）                                     | アルシノエ2世 （前277年 - 前270/268年）                                     | アルシノエ2世 （前277年 - 前270/268年）                                     |                                                                   |                                                                   |                                                                   |                                                                   |                                                            |                                                            | キュレネ王 マガス                                          | キュレネ王 マガス                                          | キュレネ王 マガス                           | キュレネ王 マガス                           | キュレネ王 マガス                                          | キュレネ王 マガス                                          |                                                            |                                                            |                                                            |                                                            |  |  |  |  |  |  |  |  |  |  |  |  |  |  |
|                                                            |                                                            |                                                            |                                                            |                                                            |                                                            |                                                         |                                                         |                                                      |                                                      |                                                                             |                                                                             |                                                                             |                                                                             |                                                                             |                                                                             |                                                                             |                                                                             |                                                                             |                                                                             |                                                                             |                                                                             |                                                                   |                                                                   |                                                                   |                                                                   |                                                            |                                                            |                                                            |                                                            |                                             |                                             |                                                            |                                                            |                                                            |                                                            |                                                            |                                                            |  |  |  |  |  |  |  |  |  |  |  |  |  |  |
|                                                            |                                                            |                                                            |                                                            |                                                            |                                                            |                                                         |                                                         | アルシノエ1世 （前284年 - 前274年）                  | アルシノエ1世 （前284年 - 前274年）                  | アルシノエ1世 （前284年 - 前274年）                                         | アルシノエ1世 （前284年 - 前274年）                                         | アルシノエ1世 （前284年 - 前274年）                                         | アルシノエ1世 （前284年 - 前274年）                                         |                                                                             |                                                                             |                                                                             |                                                                             |                                                                             |                                                                             |                                                                             |                                                                             |                                                                   |                                                                   | プトレマイオス2世 （前285年 - 前246年）                           | プトレマイオス2世 （前285年 - 前246年）                           | プトレマイオス2世 （前285年 - 前246年）                    | プトレマイオス2世 （前285年 - 前246年）                    | プトレマイオス2世 （前285年 - 前246年）                    | プトレマイオス2世 （前285年 - 前246年）                    |                                             |                                             |                                                            |                                                            |                                                            |                                                            |                                                            |                                                            |  |  |  |  |  |  |  |  |  |  |  |  |  |  |
|                                                            |                                                            |                                                            |                                                            |                                                            |                                                            |                                                         |                                                         | アルシノエ1世 （前284年 - 前274年）                  | アルシノエ1世 （前284年 - 前274年）                  | アルシノエ1世 （前284年 - 前274年）                                         | アルシノエ1世 （前284年 - 前274年）                                         | アルシノエ1世 （前284年 - 前274年）                                         | アルシノエ1世 （前284年 - 前274年）                                         |                                                                             |                                                                             |                                                                             |                                                                             |                                                                             |                                                                             |                                                                             |                                                                             |                                                                   |                                                                   | プトレマイオス2世 （前285年 - 前246年）                           | プトレマイオス2世 （前285年 - 前246年）                           | プトレマイオス2世 （前285年 - 前246年）                    | プトレマイオス2世 （前285年 - 前246年）                    | プトレマイオス2世 （前285年 - 前246年）                    | プトレマイオス2世 （前285年 - 前246年）                    |                                             |                                             |                                                            |                                                            |                                                            |                                                            |                                                            |                                                            |  |  |  |  |  |  |  |  |  |  |  |  |  |  |
|                                                            |                                                            |                                                            |                                                            |                                                            |                                                            |                                                         |                                                         |                                                      |                                                      |                                                                             |                                                                             |                                                                             |                                                                             |                                                                             |                                                                             |                                                                             |                                                                             |                                                                             |                                                                             |                                                                             |                                                                             |                                                                   |                                                                   |                                                                   |                                                                   |                                                            |                                                            |                                                            |                                                            |                                             |                                             |                                                            |                                                            |                                                            |                                                            |                                                            |                                                            |  |  |  |  |  |  |  |  |  |  |  |  |  |  |
|                                                            |                                                            |                                                            |                                                            |                                                            |                                                            |                                                         |                                                         |                                                      |                                                      |                                                                             |                                                                             |                                                                             |                                                                             |                                                                             |                                                                             |                                                                             |                                                                             |                                                                             |                                                                             |                                                                             |                                                                             |                                                                   |                                                                   |                                                                   |                                                                   |                                                            |                                                            |                                                            |                                                            |                                             |                                             |                                                            |                                                            |                                                            |                                                            |                                                            |                                                            |  |  |  |  |  |  |  |  |  |  |  |  |  |  |
| マケドニア王 プトレマイオス・ケラウノス                    | マケドニア王 プトレマイオス・ケラウノス                    | マケドニア王 プトレマイオス・ケラウノス                    | マケドニア王 プトレマイオス・ケラウノス                    | マケドニア王 プトレマイオス・ケラウノス                    | マケドニア王 プトレマイオス・ケラウノス                    |                                                         |                                                         | マケドニア王 メレアグロス                            | マケドニア王 メレアグロス                            | マケドニア王 メレアグロス                                                   | マケドニア王 メレアグロス                                                   | マケドニア王 メレアグロス                                                   | マケドニア王 メレアグロス                                                   |                                                                             |                                                                             | プトレマイオス3世 （前246年 - 前222年）                                     | プトレマイオス3世 （前246年 - 前222年）                                     | プトレマイオス3世 （前246年 - 前222年）                                     | プトレマイオス3世 （前246年 - 前222年）                                     | プトレマイオス3世 （前246年 - 前222年）                                     | プトレマイオス3世 （前246年 - 前222年）                                     |                                                                   |                                                                   |                                                                   |                                                                   |                                                            |                                                            | ベレニケ2世 （前244年 - 前222年）                          | ベレニケ2世 （前244年 - 前222年）                          | ベレニケ2世 （前244年 - 前222年）           | ベレニケ2世 （前244年 - 前222年）           | ベレニケ2世 （前244年 - 前222年）                          | ベレニケ2世 （前244年 - 前222年）                          |                                                            |                                                            |                                                            |                                                            |  |  |  |  |  |  |  |  |  |  |  |  |  |  |
| マケドニア王 プトレマイオス・ケラウノス                    | マケドニア王 プトレマイオス・ケラウノス                    | マケドニア王 プトレマイオス・ケラウノス                    | マケドニア王 プトレマイオス・ケラウノス                    | マケドニア王 プトレマイオス・ケラウノス                    | マケドニア王 プトレマイオス・ケラウノス                    |                                                         |                                                         | マケドニア王 メレアグロス                            | マケドニア王 メレアグロス                            | マケドニア王 メレアグロス                                                   | マケドニア王 メレアグロス                                                   | マケドニア王 メレアグロス                                                   | マケドニア王 メレアグロス                                                   |                                                                             |                                                                             | プトレマイオス3世 （前246年 - 前222年）                                     | プトレマイオス3世 （前246年 - 前222年）                                     | プトレマイオス3世 （前246年 - 前222年）                                     | プトレマイオス3世 （前246年 - 前222年）                                     | プトレマイオス3世 （前246年 - 前222年）                                     | プトレマイオス3世 （前246年 - 前222年）                                     |                                                                   |                                                                   |                                                                   |                                                                   |                                                            |                                                            | ベレニケ2世 （前244年 - 前222年）                          | ベレニケ2世 （前244年 - 前222年）                          | ベレニケ2世 （前244年 - 前222年）           | ベレニケ2世 （前244年 - 前222年）           | ベレニケ2世 （前244年 - 前222年）                          | ベレニケ2世 （前244年 - 前222年）                          |                                                            |                                                            |                                                            |                                                            |  |  |  |  |  |  |  |  |  |  |  |  |  |  |
|                                                            |                                                            |                                                            |                                                            |                                                            |                                                            |                                                         |                                                         |                                                      |                                                      |                                                                             |                                                                             |                                                                             |                                                                             |                                                                             |                                                                             |                                                                             |                                                                             |                                                                             |                                                                             |                                                                             |                                                                             |                                                                   |                                                                   |                                                                   |                                                                   |                                                            |                                                            |                                                            |                                                            |                                             |                                             |                                                            |                                                            |                                                            |                                                            |                                                            |                                                            |  |  |  |  |  |  |  |  |  |  |  |  |  |  |
|                                                            |                                                            |                                                            |                                                            |                                                            |                                                            |                                                         |                                                         |                                                      |                                                      |                                                                             |                                                                             |                                                                             |                                                                             |                                                                             |                                                                             |                                                                             |                                                                             |                                                                             |                                                                             |                                                                             |                                                                             |                                                                   |                                                                   |                                                                   |                                                                   |                                                            |                                                            |                                                            |                                                            |                                             |                                             |                                                            |                                                            |                                                            |                                                            |                                                            |                                                            |  |  |  |  |  |  |  |  |  |  |  |  |  |  |
|                                                            |                                                            |                                                            |                                                            |                                                            |                                                            |                                                         |                                                         |                                                      |                                                      | シリア王 アンティオコス3世                                                  | シリア王 アンティオコス3世                                                  | シリア王 アンティオコス3世                                                  | シリア王 アンティオコス3世                                                  | シリア王 アンティオコス3世                                                  | シリア王 アンティオコス3世                                                  |                                                                             |                                                                             | アルシノエ3世 （前220年 - 前204年）                                         | アルシノエ3世 （前220年 - 前204年）                                         | アルシノエ3世 （前220年 - 前204年）                                         | アルシノエ3世 （前220年 - 前204年）                                         | アルシノエ3世 （前220年 - 前204年）                               | アルシノエ3世 （前220年 - 前204年）                               |                                                                   |                                                                   | プトレマイオス4世 （前222/221年 - 前204年）                | プトレマイオス4世 （前222/221年 - 前204年）                | プトレマイオス4世 （前222/221年 - 前204年）                | プトレマイオス4世 （前222/221年 - 前204年）                | プトレマイオス4世 （前222/221年 - 前204年） | プトレマイオス4世 （前222/221年 - 前204年） |                                                            |                                                            |                                                            |                                                            |                                                            |                                                            |  |  |  |  |  |  |  |  |  |  |  |  |  |  |
|                                                            |                                                            |                                                            |                                                            |                                                            |                                                            |                                                         |                                                         |                                                      |                                                      | シリア王 アンティオコス3世                                                  | シリア王 アンティオコス3世                                                  | シリア王 アンティオコス3世                                                  | シリア王 アンティオコス3世                                                  | シリア王 アンティオコス3世                                                  | シリア王 アンティオコス3世                                                  |                                                                             |                                                                             | アルシノエ3世 （前220年 - 前204年）                                         | アルシノエ3世 （前220年 - 前204年）                                         | アルシノエ3世 （前220年 - 前204年）                                         | アルシノエ3世 （前220年 - 前204年）                                         | アルシノエ3世 （前220年 - 前204年）                               | アルシノエ3世 （前220年 - 前204年）                               |                                                                   |                                                                   | プトレマイオス4世 （前222/221年 - 前204年）                | プトレマイオス4世 （前222/221年 - 前204年）                | プトレマイオス4世 （前222/221年 - 前204年）                | プトレマイオス4世 （前222/221年 - 前204年）                | プトレマイオス4世 （前222/221年 - 前204年） | プトレマイオス4世 （前222/221年 - 前204年） |                                                            |                                                            |                                                            |                                                            |                                                            |                                                            |  |  |  |  |  |  |  |  |  |  |  |  |  |  |
|                                                            |                                                            |                                                            |                                                            |                                                            |                                                            |                                                         |                                                         |                                                      |                                                      |                                                                             |                                                                             |                                                                             |                                                                             |                                                                             |                                                                             |                                                                             |                                                                             |                                                                             |                                                                             |                                                                             |                                                                             |                                                                   |                                                                   |                                                                   |                                                                   |                                                            |                                                            |                                                            |                                                            |                                             |                                             |                                                            |                                                            |                                                            |                                                            |                                                            |                                                            |  |  |  |  |  |  |  |  |  |  |  |  |  |  |
|                                                            |                                                            |                                                            |                                                            |                                                            |                                                            |                                                         |                                                         |                                                      |                                                      | クレオパトラ1世 （前193年 - 前176年）                                       | クレオパトラ1世 （前193年 - 前176年）                                       | クレオパトラ1世 （前193年 - 前176年）                                       | クレオパトラ1世 （前193年 - 前176年）                                       | クレオパトラ1世 （前193年 - 前176年）                                       | クレオパトラ1世 （前193年 - 前176年）                                       |                                                                             |                                                                             |                                                                             |                                                                             |                                                                             |                                                                             | プトレマイオス5世 （前204年 - 前180年）                           | プトレマイオス5世 （前204年 - 前180年）                           | プトレマイオス5世 （前204年 - 前180年）                           | プトレマイオス5世 （前204年 - 前180年）                           | プトレマイオス5世 （前204年 - 前180年）                    | プトレマイオス5世 （前204年 - 前180年）                    |                                                            |                                                            |                                             |                                             |                                                            |                                                            |                                                            |                                                            |                                                            |                                                            |  |  |  |  |  |  |  |  |  |  |  |  |  |  |
|                                                            |                                                            |                                                            |                                                            |                                                            |                                                            |                                                         |                                                         |                                                      |                                                      | クレオパトラ1世 （前193年 - 前176年）                                       | クレオパトラ1世 （前193年 - 前176年）                                       | クレオパトラ1世 （前193年 - 前176年）                                       | クレオパトラ1世 （前193年 - 前176年）                                       | クレオパトラ1世 （前193年 - 前176年）                                       | クレオパトラ1世 （前193年 - 前176年）                                       |                                                                             |                                                                             |                                                                             |                                                                             |                                                                             |                                                                             | プトレマイオス5世 （前204年 - 前180年）                           | プトレマイオス5世 （前204年 - 前180年）                           | プトレマイオス5世 （前204年 - 前180年）                           | プトレマイオス5世 （前204年 - 前180年）                           | プトレマイオス5世 （前204年 - 前180年）                    | プトレマイオス5世 （前204年 - 前180年）                    |                                                            |                                                            |                                             |                                             |                                                            |                                                            |                                                            |                                                            |                                                            |                                                            |  |  |  |  |  |  |  |  |  |  |  |  |  |  |
|                                                            |                                                            |                                                            |                                                            |                                                            |                                                            |                                                         |                                                         |                                                      |                                                      |                                                                             |                                                                             |                                                                             |                                                                             |                                                                             |                                                                             |                                                                             |                                                                             |                                                                             |                                                                             |                                                                             |                                                                             |                                                                   |                                                                   |                                                                   |                                                                   |                                                            |                                                            |                                                            |                                                            |                                             |                                             |                                                            |                                                            |                                                            |                                                            |                                                            |                                                            |  |  |  |  |  |  |  |  |  |  |  |  |  |  |
|                                                            |                                                            |                                                            |                                                            |                                                            |                                                            |                                                         |                                                         |                                                      |                                                      |                                                                             |                                                                             |                                                                             |                                                                             |                                                                             |                                                                             |                                                                             |                                                                             |                                                                             |                                                                             |                                                                             |                                                                             |                                                                   |                                                                   |                                                                   |                                                                   |                                                            |                                                            |                                                            |                                                            |                                             |                                             |                                                            |                                                            |                                                            |                                                            |                                                            |                                                            |  |  |  |  |  |  |  |  |  |  |  |  |  |  |
|                                                            |                                                            |                                                            |                                                            |                                                            |                                                            |                                                         |                                                         |                                                      |                                                      |                                                                             |                                                                             |                                                                             |                                                                             |                                                                             |                                                                             | クレオパトラ2世 （前173年 - 前164年、前163年 - 前127年、前124年 - 前116年） | クレオパトラ2世 （前173年 - 前164年、前163年 - 前127年、前124年 - 前116年） | クレオパトラ2世 （前173年 - 前164年、前163年 - 前127年、前124年 - 前116年） | クレオパトラ2世 （前173年 - 前164年、前163年 - 前127年、前124年 - 前116年） | クレオパトラ2世 （前173年 - 前164年、前163年 - 前127年、前124年 - 前116年） | クレオパトラ2世 （前173年 - 前164年、前163年 - 前127年、前124年 - 前116年） |                                                                   |                                                                   | プトレマイオス6世 （前180年 - 前164年、前163年 - 前145年）        | プトレマイオス6世 （前180年 - 前164年、前163年 - 前145年）        | プトレマイオス6世 （前180年 - 前164年、前163年 - 前145年） | プトレマイオス6世 （前180年 - 前164年、前163年 - 前145年） | プトレマイオス6世 （前180年 - 前164年、前163年 - 前145年） | プトレマイオス6世 （前180年 - 前164年、前163年 - 前145年） |                                             |                                             |                                                            |                                                            |                                                            |                                                            |                                                            |                                                            |  |  |  |  |  |  |  |  |  |  |  |  |  |  |
|                                                            |                                                            |                                                            |                                                            |                                                            |                                                            |                                                         |                                                         |                                                      |                                                      |                                                                             |                                                                             |                                                                             |                                                                             |                                                                             |                                                                             | クレオパトラ2世 （前173年 - 前164年、前163年 - 前127年、前124年 - 前116年） | クレオパトラ2世 （前173年 - 前164年、前163年 - 前127年、前124年 - 前116年） | クレオパトラ2世 （前173年 - 前164年、前163年 - 前127年、前124年 - 前116年） | クレオパトラ2世 （前173年 - 前164年、前163年 - 前127年、前124年 - 前116年） | クレオパトラ2世 （前173年 - 前164年、前163年 - 前127年、前124年 - 前116年） | クレオパトラ2世 （前173年 - 前164年、前163年 - 前127年、前124年 - 前116年） |                                                                   |                                                                   | プトレマイオス6世 （前180年 - 前164年、前163年 - 前145年）        | プトレマイオス6世 （前180年 - 前164年、前163年 - 前145年）        | プトレマイオス6世 （前180年 - 前164年、前163年 - 前145年） | プトレマイオス6世 （前180年 - 前164年、前163年 - 前145年） | プトレマイオス6世 （前180年 - 前164年、前163年 - 前145年） | プトレマイオス6世 （前180年 - 前164年、前163年 - 前145年） |                                             |                                             |                                                            |                                                            |                                                            |                                                            |                                                            |                                                            |  |  |  |  |  |  |  |  |  |  |  |  |  |  |
| プトレマイオス8世 （前171年 - 前163年、前145年 - 前131年） | プトレマイオス8世 （前171年 - 前163年、前145年 - 前131年） | プトレマイオス8世 （前171年 - 前163年、前145年 - 前131年） | プトレマイオス8世 （前171年 - 前163年、前145年 - 前131年） | プトレマイオス8世 （前171年 - 前163年、前145年 - 前131年） | プトレマイオス8世 （前171年 - 前163年、前145年 - 前131年） |                                                         |                                                         | プトレマイオス・メンフィティス （前131年）           | プトレマイオス・メンフィティス （前131年）           | プトレマイオス・メンフィティス （前131年）                                  | プトレマイオス・メンフィティス （前131年）                                  | プトレマイオス・メンフィティス （前131年）                                  | プトレマイオス・メンフィティス （前131年）                                  |                                                                             |                                                                             |                                                                             |                                                                             |                                                                             |                                                                             |                                                                             |                                                                             |                                                                   |                                                                   |                                                                   |                                                                   |                                                            |                                                            |                                                            |                                                            |                                             |                                             |                                                            |                                                            |                                                            |                                                            |                                                            |                                                            |  |  |  |  |  |  |  |  |  |  |  |  |  |  |
| プトレマイオス8世 （前171年 - 前163年、前145年 - 前131年） | プトレマイオス8世 （前171年 - 前163年、前145年 - 前131年） | プトレマイオス8世 （前171年 - 前163年、前145年 - 前131年） | プトレマイオス8世 （前171年 - 前163年、前145年 - 前131年） | プトレマイオス8世 （前171年 - 前163年、前145年 - 前131年） | プトレマイオス8世 （前171年 - 前163年、前145年 - 前131年） |                                                         |                                                         | プトレマイオス・メンフィティス （前131年）           | プトレマイオス・メンフィティス （前131年）           | プトレマイオス・メンフィティス （前131年）                                  | プトレマイオス・メンフィティス （前131年）                                  | プトレマイオス・メンフィティス （前131年）                                  | プトレマイオス・メンフィティス （前131年）                                  |                                                                             |                                                                             |                                                                             |                                                                             |                                                                             |                                                                             |                                                                             |                                                                             |                                                                   |                                                                   |                                                                   |                                                                   |                                                            |                                                            |                                                            |                                                            |                                             |                                             |                                                            |                                                            |                                                            |                                                            |                                                            |                                                            |  |  |  |  |  |  |  |  |  |  |  |  |  |  |
|                                                            |                                                            |                                                            |                                                            |                                                            |                                                            |                                                         |                                                         |                                                      |                                                      |                                                                             |                                                                             |                                                                             |                                                                             |                                                                             |                                                                             | クレオパトラ3世 （前142年 - 前131年）                                       | クレオパトラ3世 （前142年 - 前131年）                                       | クレオパトラ3世 （前142年 - 前131年）                                       | クレオパトラ3世 （前142年 - 前131年）                                       | クレオパトラ3世 （前142年 - 前131年）                                       | クレオパトラ3世 （前142年 - 前131年）                                       |                                                                   |                                                                   | プトレマイオス7世 （前145年）                                     | プトレマイオス7世 （前145年）                                     | プトレマイオス7世 （前145年）                              | プトレマイオス7世 （前145年）                              | プトレマイオス7世 （前145年）                              | プトレマイオス7世 （前145年）                              |                                             |                                             | クレオパトラ・テア                                         | クレオパトラ・テア                                         | クレオパトラ・テア                                         | クレオパトラ・テア                                         | クレオパトラ・テア                                         | クレオパトラ・テア                                         |  |  |  |  |  |  |  |  |  |  |  |  |  |  |
|                                                            |                                                            |                                                            |                                                            |                                                            |                                                            |                                                         |                                                         |                                                      |                                                      |                                                                             |                                                                             |                                                                             |                                                                             |                                                                             |                                                                             | クレオパトラ3世 （前142年 - 前131年）                                       | クレオパトラ3世 （前142年 - 前131年）                                       | クレオパトラ3世 （前142年 - 前131年）                                       | クレオパトラ3世 （前142年 - 前131年）                                       | クレオパトラ3世 （前142年 - 前131年）                                       | クレオパトラ3世 （前142年 - 前131年）                                       |                                                                   |                                                                   | プトレマイオス7世 （前145年）                                     | プトレマイオス7世 （前145年）                                     | プトレマイオス7世 （前145年）                              | プトレマイオス7世 （前145年）                              | プトレマイオス7世 （前145年）                              | プトレマイオス7世 （前145年）                              |                                             |                                             | クレオパトラ・テア                                         | クレオパトラ・テア                                         | クレオパトラ・テア                                         | クレオパトラ・テア                                         | クレオパトラ・テア                                         | クレオパトラ・テア                                         |  |  |  |  |  |  |  |  |  |  |  |  |  |  |
|                                                            |                                                            |                                                            |                                                            |                                                            |                                                            |                                                         |                                                         |                                                      |                                                      |                                                                             |                                                                             |                                                                             |                                                                             |                                                                             |                                                                             |                                                                             |                                                                             |                                                                             |                                                                             |                                                                             |                                                                             |                                                                   |                                                                   |                                                                   |                                                                   |                                                            |                                                            |                                                            |                                                            |                                             |                                             |                                                            |                                                            |                                                            |                                                            |                                                            |                                                            |  |  |  |  |  |  |  |  |  |  |  |  |  |  |
|                                                            |                                                            |                                                            |                                                            |                                                            |                                                            |                                                         |                                                         |                                                      |                                                      |                                                                             |                                                                             |                                                                             |                                                                             |                                                                             |                                                                             |                                                                             |                                                                             |                                                                             |                                                                             |                                                                             |                                                                             |                                                                   |                                                                   |                                                                   |                                                                   |                                                            |                                                            |                                                            |                                                            |                                             |                                             |                                                            |                                                            |                                                            |                                                            |                                                            |                                                            |  |  |  |  |  |  |  |  |  |  |  |  |  |  |
| クレオパトラ4世 （前116年 - 前115年）                      | クレオパトラ4世 （前116年 - 前115年）                      | クレオパトラ4世 （前116年 - 前115年）                      | クレオパトラ4世 （前116年 - 前115年）                      | クレオパトラ4世 （前116年 - 前115年）                      | クレオパトラ4世 （前116年 - 前115年）                      |                                                         |                                                         |                                                      |                                                      | プトレマイオス9世 （前116年 - 前110年、前109年 - 前107年、前88年 - 前81年） | プトレマイオス9世 （前116年 - 前110年、前109年 - 前107年、前88年 - 前81年） | プトレマイオス9世 （前116年 - 前110年、前109年 - 前107年、前88年 - 前81年） | プトレマイオス9世 （前116年 - 前110年、前109年 - 前107年、前88年 - 前81年） | プトレマイオス9世 （前116年 - 前110年、前109年 - 前107年、前88年 - 前81年） | プトレマイオス9世 （前116年 - 前110年、前109年 - 前107年、前88年 - 前81年） |                                                                             |                                                                             |                                                                             |                                                                             | クレオパトラ・セレネ （クレオパトラ5世説あり、前115年 - 前107年）           | クレオパトラ・セレネ （クレオパトラ5世説あり、前115年 - 前107年）           | クレオパトラ・セレネ （クレオパトラ5世説あり、前115年 - 前107年） | クレオパトラ・セレネ （クレオパトラ5世説あり、前115年 - 前107年） | クレオパトラ・セレネ （クレオパトラ5世説あり、前115年 - 前107年） | クレオパトラ・セレネ （クレオパトラ5世説あり、前115年 - 前107年） |                                                            |                                                            |                                                            |                                                            |                                             |                                             | プトレマイオス10世 （前110年 - 前109年、前107年 - 前88年） | プトレマイオス10世 （前110年 - 前109年、前107年 - 前88年） | プトレマイオス10世 （前110年 - 前109年、前107年 - 前88年） | プトレマイオス10世 （前110年 - 前109年、前107年 - 前88年） | プトレマイオス10世 （前110年 - 前109年、前107年 - 前88年） | プトレマイオス10世 （前110年 - 前109年、前107年 - 前88年） |  |  |  |  |  |  |  |  |  |  |  |  |  |  |
| クレオパトラ4世 （前116年 - 前115年）                      | クレオパトラ4世 （前116年 - 前115年）                      | クレオパトラ4世 （前116年 - 前115年）                      | クレオパトラ4世 （前116年 - 前115年）                      | クレオパトラ4世 （前116年 - 前115年）                      | クレオパトラ4世 （前116年 - 前115年）                      |                                                         |                                                         |                                                      |                                                      | プトレマイオス9世 （前116年 - 前110年、前109年 - 前107年、前88年 - 前81年） | プトレマイオス9世 （前116年 - 前110年、前109年 - 前107年、前88年 - 前81年） | プトレマイオス9世 （前116年 - 前110年、前109年 - 前107年、前88年 - 前81年） | プトレマイオス9世 （前116年 - 前110年、前109年 - 前107年、前88年 - 前81年） | プトレマイオス9世 （前116年 - 前110年、前109年 - 前107年、前88年 - 前81年） | プトレマイオス9世 （前116年 - 前110年、前109年 - 前107年、前88年 - 前81年） |                                                                             |                                                                             |                                                                             |                                                                             | クレオパトラ・セレネ （クレオパトラ5世説あり、前115年 - 前107年）           | クレオパトラ・セレネ （クレオパトラ5世説あり、前115年 - 前107年）           | クレオパトラ・セレネ （クレオパトラ5世説あり、前115年 - 前107年） | クレオパトラ・セレネ （クレオパトラ5世説あり、前115年 - 前107年） | クレオパトラ・セレネ （クレオパトラ5世説あり、前115年 - 前107年） | クレオパトラ・セレネ （クレオパトラ5世説あり、前115年 - 前107年） |                                                            |                                                            |                                                            |                                                            |                                             |                                             | プトレマイオス10世 （前110年 - 前109年、前107年 - 前88年） | プトレマイオス10世 （前110年 - 前109年、前107年 - 前88年） | プトレマイオス10世 （前110年 - 前109年、前107年 - 前88年） | プトレマイオス10世 （前110年 - 前109年、前107年 - 前88年） | プトレマイオス10世 （前110年 - 前109年、前107年 - 前88年） | プトレマイオス10世 （前110年 - 前109年、前107年 - 前88年） |  |  |  |  |  |  |  |  |  |  |  |  |  |  |
|                                                            |                                                            |                                                            |                                                            |                                                            |                                                            |                                                         |                                                         |                                                      |                                                      |                                                                             |                                                                             |                                                                             |                                                                             |                                                                             |                                                                             |                                                                             |                                                                             |                                                                             |                                                                             |                                                                             |                                                                             |                                                                   |                                                                   |                                                                   |                                                                   |                                                            |                                                            |                                                            |                                                            |                                             |                                             |                                                            |                                                            |                                                            |                                                            |                                                            |                                                            |  |  |  |  |  |  |  |  |  |  |  |  |  |  |
|                                                            |                                                            |                                                            |                                                            |                                                            |                                                            |                                                         |                                                         |                                                      |                                                      |                                                                             |                                                                             |                                                                             |                                                                             |                                                                             |                                                                             |                                                                             |                                                                             |                                                                             |                                                                             |                                                                             |                                                                             |                                                                   |                                                                   |                                                                   |                                                                   |                                                            |                                                            |                                                            |                                                            |                                             |                                             |                                                            |                                                            |                                                            |                                                            |                                                            |                                                            |  |  |  |  |  |  |  |  |  |  |  |  |  |  |
|                                                            |                                                            |                                                            |                                                            |                                                            |                                                            |                                                         |                                                         |                                                      |                                                      |                                                                             |                                                                             |                                                                             |                                                                             |                                                                             |                                                                             |                                                                             |                                                                             |                                                                             |                                                                             |                                                                             |                                                                             |                                                                   |                                                                   |                                                                   |                                                                   |                                                            |                                                            |                                                            |                                                            |                                             |                                             |                                                            |                                                            |                                                            |                                                            |                                                            |                                                            |  |  |  |  |  |  |  |  |  |  |  |  |  |  |
|                                                            |                                                            |                                                            |                                                            |                                                            |                                                            |                                                         |                                                         |                                                      |                                                      |                                                                             |                                                                             |                                                                             |                                                                             |                                                                             |                                                                             |                                                                             |                                                                             |                                                                             |                                                                             |                                                                             |                                                                             |                                                                   |                                                                   |                                                                   |                                                                   |                                                            |                                                            |                                                            |                                                            |                                             |                                             |                                                            |                                                            |                                                            |                                                            |                                                            |                                                            |  |  |  |  |  |  |  |  |  |  |  |  |  |  |
|                                                            |                                                            | プトレマイオス12世 （前80年 - 前58年、前55年 - 前51年）    | プトレマイオス12世 （前80年 - 前58年、前55年 - 前51年）    | プトレマイオス12世 （前80年 - 前58年、前55年 - 前51年）    | プトレマイオス12世 （前80年 - 前58年、前55年 - 前51年）    | プトレマイオス12世 （前80年 - 前58年、前55年 - 前51年） | プトレマイオス12世 （前80年 - 前58年、前55年 - 前51年） |                                                      |                                                      | クレオパトラ5(6)世※ （前79年 - 前57年）                                     | クレオパトラ5(6)世※ （前79年 - 前57年）                                     | クレオパトラ5(6)世※ （前79年 - 前57年）                                     | クレオパトラ5(6)世※ （前79年 - 前57年）                                     | クレオパトラ5(6)世※ （前79年 - 前57年）                                     | クレオパトラ5(6)世※ （前79年 - 前57年）                                     |                                                                             |                                                                             | ベレニケ3世 （前81年 - 前80年）                                             | ベレニケ3世 （前81年 - 前80年）                                             | ベレニケ3世 （前81年 - 前80年）                                             | ベレニケ3世 （前81年 - 前80年）                                             | ベレニケ3世 （前81年 - 前80年）                                   | ベレニケ3世 （前81年 - 前80年）                                   |                                                                   |                                                                   |                                                            |                                                            | プトレマイオス11世 （前80年）                              | プトレマイオス11世 （前80年）                              | プトレマイオス11世 （前80年）               | プトレマイオス11世 （前80年）               | プトレマイオス11世 （前80年）                              | プトレマイオス11世 （前80年）                              |                                                            |                                                            |                                                            |                                                            |  |  |  |  |  |  |  |  |  |  |  |  |  |  |
|                                                            |                                                            | プトレマイオス12世 （前80年 - 前58年、前55年 - 前51年）    | プトレマイオス12世 （前80年 - 前58年、前55年 - 前51年）    | プトレマイオス12世 （前80年 - 前58年、前55年 - 前51年）    | プトレマイオス12世 （前80年 - 前58年、前55年 - 前51年）    | プトレマイオス12世 （前80年 - 前58年、前55年 - 前51年） | プトレマイオス12世 （前80年 - 前58年、前55年 - 前51年） |                                                      |                                                      | クレオパトラ5(6)世※ （前79年 - 前57年）                                     | クレオパトラ5(6)世※ （前79年 - 前57年）                                     | クレオパトラ5(6)世※ （前79年 - 前57年）                                     | クレオパトラ5(6)世※ （前79年 - 前57年）                                     | クレオパトラ5(6)世※ （前79年 - 前57年）                                     | クレオパトラ5(6)世※ （前79年 - 前57年）                                     |                                                                             |                                                                             | ベレニケ3世 （前81年 - 前80年）                                             | ベレニケ3世 （前81年 - 前80年）                                             | ベレニケ3世 （前81年 - 前80年）                                             | ベレニケ3世 （前81年 - 前80年）                                             | ベレニケ3世 （前81年 - 前80年）                                   | ベレニケ3世 （前81年 - 前80年）                                   |                                                                   |                                                                   |                                                            |                                                            | プトレマイオス11世 （前80年）                              | プトレマイオス11世 （前80年）                              | プトレマイオス11世 （前80年）               | プトレマイオス11世 （前80年）               | プトレマイオス11世 （前80年）                              | プトレマイオス11世 （前80年）                              |                                                            |                                                            |                                                            |                                                            |  |  |  |  |  |  |  |  |  |  |  |  |  |  |
|                                                            |                                                            |                                                            |                                                            |                                                            |                                                            |                                                         |                                                         |                                                      |                                                      |                                                                             |                                                                             |                                                                             |                                                                             |                                                                             |                                                                             |                                                                             |                                                                             |                                                                             |                                                                             |                                                                             |                                                                             |                                                                   |                                                                   |                                                                   |                                                                   |                                                            |                                                            |                                                            |                                                            |                                             |                                             |                                                            |                                                            |                                                            |                                                            |                                                            |                                                            |  |  |  |  |  |  |  |  |  |  |  |  |  |  |
|                                                            |                                                            |                                                            |                                                            |                                                            |                                                            |                                                         |                                                         |                                                      |                                                      |                                                                             |                                                                             |                                                                             |                                                                             |                                                                             |                                                                             |                                                                             |                                                                             |                                                                             |                                                                             |                                                                             |                                                                             |                                                                   |                                                                   |                                                                   |                                                                   |                                                            |                                                            |                                                            |                                                            |                                             |                                             |                                                            |                                                            |                                                            |                                                            |                                                            |                                                            |  |  |  |  |  |  |  |  |  |  |  |  |  |  |
|                                                            |                                                            |                                                            |                                                            |                                                            |                                                            | ベレニケ4世 （前58年 - 前55年）                         | ベレニケ4世 （前58年 - 前55年）                         | ベレニケ4世 （前58年 - 前55年）                      | ベレニケ4世 （前58年 - 前55年）                      | ベレニケ4世 （前58年 - 前55年）                                             | ベレニケ4世 （前58年 - 前55年）                                             |                                                                             |                                                                             | クレオパトラ6世 （※と同一人物説あり、?年 - 前57年）                         | クレオパトラ6世 （※と同一人物説あり、?年 - 前57年）                         | クレオパトラ6世 （※と同一人物説あり、?年 - 前57年）                         | クレオパトラ6世 （※と同一人物説あり、?年 - 前57年）                         | クレオパトラ6世 （※と同一人物説あり、?年 - 前57年）                         | クレオパトラ6世 （※と同一人物説あり、?年 - 前57年）                         |                                                                             |                                                                             |                                                                   |                                                                   |                                                                   |                                                                   |                                                            |                                                            |                                                            |                                                            |                                             |                                             |                                                            |                                                            |                                                            |                                                            |                                                            |                                                            |  |  |  |  |  |  |  |  |  |  |  |  |  |  |
|                                                            |                                                            |                                                            |                                                            |                                                            |                                                            | ベレニケ4世 （前58年 - 前55年）                         | ベレニケ4世 （前58年 - 前55年）                         | ベレニケ4世 （前58年 - 前55年）                      | ベレニケ4世 （前58年 - 前55年）                      | ベレニケ4世 （前58年 - 前55年）                                             | ベレニケ4世 （前58年 - 前55年）                                             |                                                                             |                                                                             | クレオパトラ6世 （※と同一人物説あり、?年 - 前57年）                         | クレオパトラ6世 （※と同一人物説あり、?年 - 前57年）                         | クレオパトラ6世 （※と同一人物説あり、?年 - 前57年）                         | クレオパトラ6世 （※と同一人物説あり、?年 - 前57年）                         | クレオパトラ6世 （※と同一人物説あり、?年 - 前57年）                         | クレオパトラ6世 （※と同一人物説あり、?年 - 前57年）                         |                                                                             |                                                                             |                                                                   |                                                                   |                                                                   |                                                                   |                                                            |                                                            |                                                            |                                                            |                                             |                                             |                                                            |                                                            |                                                            |                                                            |                                                            |                                                            |  |  |  |  |  |  |  |  |  |  |  |  |  |  |
|                                                            |                                                            |                                                            |                                                            |                                                            |                                                            |                                                         |                                                         |                                                      |                                                      |                                                                             |                                                                             |                                                                             |                                                                             |                                                                             |                                                                             |                                                                             |                                                                             |                                                                             |                                                                             |                                                                             |                                                                             |                                                                   |                                                                   |                                                                   |                                                                   |                                                            |                                                            |                                                            |                                                            |                                             |                                             |                                                            |                                                            |                                                            |                                                            |                                                            |                                                            |  |  |  |  |  |  |  |  |  |  |  |  |  |  |
| アルシノエ4世 （前48年 - 前47年）                          | アルシノエ4世 （前48年 - 前47年）                          | アルシノエ4世 （前48年 - 前47年）                          | アルシノエ4世 （前48年 - 前47年）                          | アルシノエ4世 （前48年 - 前47年）                          | アルシノエ4世 （前48年 - 前47年）                          |                                                         |                                                         | プトレマイオス13世 （前51年 - 前47年）               | プトレマイオス13世 （前51年 - 前47年）               | プトレマイオス13世 （前51年 - 前47年）                                      | プトレマイオス13世 （前51年 - 前47年）                                      | プトレマイオス13世 （前51年 - 前47年）                                      | プトレマイオス13世 （前51年 - 前47年）                                      |                                                                             |                                                                             |                                                                             |                                                                             |                                                                             |                                                                             |                                                                             |                                                                             |                                                                   |                                                                   | プトレマイオス14世 （前47年 - 前44年）                            | プトレマイオス14世 （前47年 - 前44年）                            | プトレマイオス14世 （前47年 - 前44年）                     | プトレマイオス14世 （前47年 - 前44年）                     | プトレマイオス14世 （前47年 - 前44年）                     | プトレマイオス14世 （前47年 - 前44年）                     |                                             |                                             |                                                            |                                                            |                                                            |                                                            |                                                            |                                                            |  |  |  |  |  |  |  |  |  |  |  |  |  |  |
| アルシノエ4世 （前48年 - 前47年）                          | アルシノエ4世 （前48年 - 前47年）                          | アルシノエ4世 （前48年 - 前47年）                          | アルシノエ4世 （前48年 - 前47年）                          | アルシノエ4世 （前48年 - 前47年）                          | アルシノエ4世 （前48年 - 前47年）                          |                                                         |                                                         | プトレマイオス13世 （前51年 - 前47年）               | プトレマイオス13世 （前51年 - 前47年）               | プトレマイオス13世 （前51年 - 前47年）                                      | プトレマイオス13世 （前51年 - 前47年）                                      | プトレマイオス13世 （前51年 - 前47年）                                      | プトレマイオス13世 （前51年 - 前47年）                                      |                                                                             |                                                                             |                                                                             |                                                                             |                                                                             |                                                                             |                                                                             |                                                                             |                                                                   |                                                                   | プトレマイオス14世 （前47年 - 前44年）                            | プトレマイオス14世 （前47年 - 前44年）                            | プトレマイオス14世 （前47年 - 前44年）                     | プトレマイオス14世 （前47年 - 前44年）                     | プトレマイオス14世 （前47年 - 前44年）                     | プトレマイオス14世 （前47年 - 前44年）                     |                                             |                                             |                                                            |                                                            |                                                            |                                                            |                                                            |                                                            |  |  |  |  |  |  |  |  |  |  |  |  |  |  |
|                                                            |                                                            |                                                            |                                                            |                                                            |                                                            |                                                         |                                                         |                                                      |                                                      |                                                                             |                                                                             |                                                                             |                                                                             |                                                                             |                                                                             | クレオパトラ7世 （前51年 - 前30年）                                         |                                                                             |                                                                             |                                                                             |                                                                             |                                                                             |                                                                   |                                                                   |                                                                   |                                                                   |                                                            |                                                            |                                                            |                                                            |                                             |                                             |                                                            |                                                            |                                                            |                                                            |                                                            |                                                            |  |  |  |  |  |  |  |  |  |  |  |  |  |  |
|                                                            |                                                            |                                                            |                                                            |                                                            |                                                            |                                                         |                                                         |                                                      |                                                      |                                                                             |                                                                             |                                                                             |                                                                             |                                                                             |                                                                             |                                                                             |                                                                             |                                                                             |                                                                             |                                                                             |                                                                             |                                                                   |                                                                   |                                                                   |                                                                   |                                                            |                                                            |                                                            |                                                            |                                             |                                             |                                                            |                                                            |                                                            |                                                            |                                                            |                                                            |  |  |  |  |  |  |  |  |  |  |  |  |  |  |
|                                                            |                                                            | ローマ独裁官 ユリウス・カエサル                            | ローマ独裁官 ユリウス・カエサル                            | ローマ独裁官 ユリウス・カエサル                            | ローマ独裁官 ユリウス・カエサル                            | ローマ独裁官 ユリウス・カエサル                         | ローマ独裁官 ユリウス・カエサル                         |                                                      |                                                      |                                                                             |                                                                             |                                                                             |                                                                             |                                                                             |                                                                             |                                                                             |                                                                             |                                                                             |                                                                             |                                                                             |                                                                             |                                                                   |                                                                   |                                                                   |                                                                   |                                                            |                                                            |                                                            |                                                            | ローマ軍人 マルクス・アントニウス           | ローマ軍人 マルクス・アントニウス           | ローマ軍人 マルクス・アントニウス                          | ローマ軍人 マルクス・アントニウス                          | ローマ軍人 マルクス・アントニウス                          | ローマ軍人 マルクス・アントニウス                          |                                                            |                                                            |  |  |  |  |  |  |  |  |  |  |  |  |  |  |
|                                                            |                                                            | ローマ独裁官 ユリウス・カエサル                            | ローマ独裁官 ユリウス・カエサル                            | ローマ独裁官 ユリウス・カエサル                            | ローマ独裁官 ユリウス・カエサル                            | ローマ独裁官 ユリウス・カエサル                         | ローマ独裁官 ユリウス・カエサル                         |                                                      |                                                      |                                                                             |                                                                             |                                                                             |                                                                             |                                                                             |                                                                             |                                                                             |                                                                             |                                                                             |                                                                             |                                                                             |                                                                             |                                                                   |                                                                   |                                                                   |                                                                   |                                                            |                                                            |                                                            |                                                            | ローマ軍人 マルクス・アントニウス           | ローマ軍人 マルクス・アントニウス           | ローマ軍人 マルクス・アントニウス                          | ローマ軍人 マルクス・アントニウス                          | ローマ軍人 マルクス・アントニウス                          | ローマ軍人 マルクス・アントニウス                          |                                                            |                                                            |  |  |  |  |  |  |  |  |  |  |  |  |  |  |
|                                                            |                                                            |                                                            |                                                            |                                                            |                                                            |                                                         |                                                         |                                                      |                                                      |                                                                             |                                                                             |                                                                             |                                                                             |                                                                             |                                                                             |                                                                             |                                                                             |                                                                             |                                                                             |                                                                             |                                                                             |                                                                   |                                                                   |                                                                   |                                                                   |                                                            |                                                            |                                                            |                                                            |                                             |                                             |                                                            |                                                            |                                                            |                                                            |                                                            |                                                            |  |  |  |  |  |  |  |  |  |  |  |  |  |  |
|                                                            |                                                            |                                                            |                                                            |                                                            |                                                            |                                                         |                                                         |                                                      |                                                      |                                                                             |                                                                             |                                                                             |                                                                             |                                                                             |                                                                             |                                                                             |                                                                             |                                                                             |                                                                             |                                                                             |                                                                             |                                                                   |                                                                   |                                                                   |                                                                   |                                                            |                                                            |                                                            |                                                            |                                             |                                             |                                                            |                                                            |                                                            |                                                            |                                                            |                                                            |  |  |  |  |  |  |  |  |  |  |  |  |  |  |
|                                                            |                                                            |                                                            |                                                            |                                                            |                                                            |                                                         |                                                         | プトレマイオス15世 （カエサリオン、前44年 - 前30年） | プトレマイオス15世 （カエサリオン、前44年 - 前30年） | プトレマイオス15世 （カエサリオン、前44年 - 前30年）                        | プトレマイオス15世 （カエサリオン、前44年 - 前30年）                        | プトレマイオス15世 （カエサリオン、前44年 - 前30年）                        | プトレマイオス15世 （カエサリオン、前44年 - 前30年）                        |                                                                             |                                                                             | アレクサンドロス・ヘリオス                                                  | アレクサンドロス・ヘリオス                                                  | アレクサンドロス・ヘリオス                                                  | アレクサンドロス・ヘリオス                                                  | アレクサンドロス・ヘリオス                                                  | アレクサンドロス・ヘリオス                                                  |                                                                   |                                                                   | クレオパトラ・セレネ                                              | クレオパトラ・セレネ                                              | クレオパトラ・セレネ                                       | クレオパトラ・セレネ                                       | クレオパトラ・セレネ                                       | クレオパトラ・セレネ                                       |                                             |                                             | プトレマイオス・フィラデルフォス                           | プトレマイオス・フィラデルフォス                           | プトレマイオス・フィラデルフォス                           | プトレマイオス・フィラデルフォス                           | プトレマイオス・フィラデルフォス                           | プトレマイオス・フィラデルフォス                           |  |  |  |  |  |  |  |  |  |  |  |  |  |  |